# Lista de dinossauros não avianos

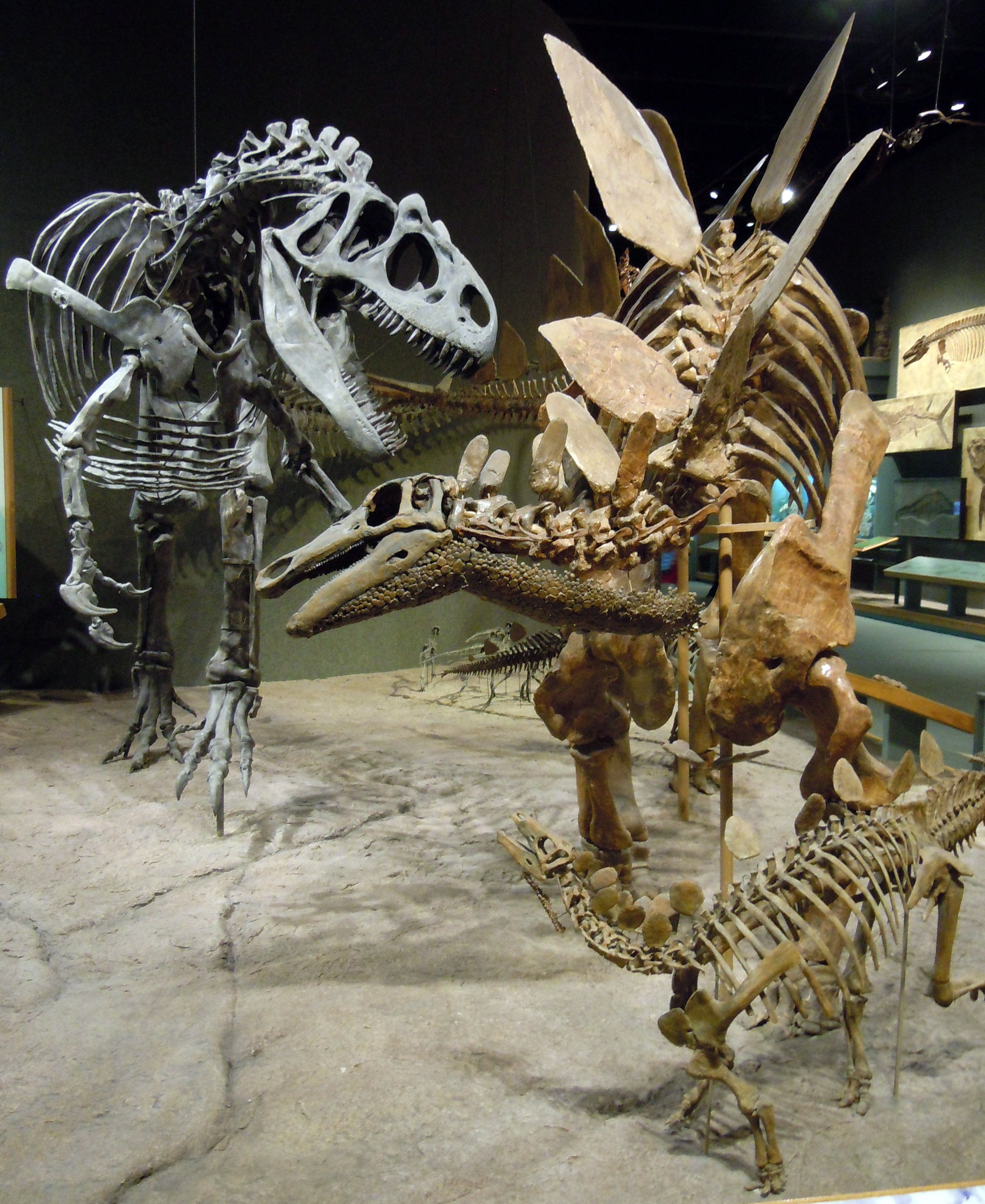
Esqueletos montados de Allosaurus (esquerda) e Stegosaurus (direita) no Denver Museum of Nature and Science.

Esta lista de dinossauros não avianos é uma lista detalhada de todos os gêneros que já foram incluídos na superordem Dinosauria, excluindo o clado Aves ou Neornithes (aves, tanto as vivas quanto as que são conhecidas apenas a partir de fósseis), e termos puramente vernáculos. A lista inclui todos os gêneros comumente aceitos, mas também gêneros que agora são considerados inválidos e duvidosos (nomen dubium), ou não foram formalmente publicados (nomen nudum), bem como sinônimos juniores de nomes mais tradicionais, e gêneros que não são considerados dinossauros. Muitos dos nomes listados foram reclassificados como aves, crocodilianos ou madeira petrificada. A lista contém 1 463 nomes, dos quais cerca de 1 076 são considerados tanto gêneros de dinossauros válidos ou nomina dubia.

## Âmbito e terminologia
Não existe uma lista oficial, canônica de gêneros de dinossauros. O mais próximo é a Dinosaur Genera List, compilado por um especialista em nomenclatura biológica George Olshevsky, que foi publicado on-line em 1995 e é atualizada regularmente. A fonte geral de maior autoridade no campo é a segunda edição de 2004 de The Dinosauria. A grande maioria das citações são baseadas na lista de Olshevsky, e todas as determinações subjetivas (tais como sinônimo júnior ou estado não dinossauros) são baseados no The Dinosauria, exceto quando em conflito com a literatura primária Dinosaur Genera List. Essas exceções são observadas.
Convenções de nomenclatura e terminologia seguem o Código Internacional de Nomenclatura Zoológica. Os termos técnicos utilizados incluem:
- Sinônimo júnior: Um nome que descreve o mesmo grupo taxonômico como um nome anteriormente publicado. Se dois ou mais gêneros são formalmente designados e as amostras de tipo são depois atribuídas ao mesmo gênero, o primeiro a ser publicado (em ordem cronológica) é o sinônimo sênior, e todas as outras instâncias são sinônimos júnior. Sinônimos seniores são geralmente usadas, exceto por decisão especial do ICZN (ver Tyrannosaurus), mas sinônimos juniores não podem ser usados novamente, mesmo se estiverem obsoletos. Sinônimo júnior é muitas vezes subjetivo, a menos que os gêneros descritos foram ambos baseados na mesma amostra de tipo.
- Nomen nudum (Latim de "nome nu"): Um nome que tem aparecido na imprensa, mas ainda não foi publicado formalmente pelos padrões da ICZN. Nomina nuda (plural) são inválidos e, portanto, não em itálico como um nome genérico correto seria. Se o nome for formalmente publicado mais tarde, esse nome não é mais um nomen nudum e será em itálico nesta lista. Muitas vezes, o nome publicado formalmente será diferente de qualquer nomina nuda que descrevem o mesmo espécime.
- Nomen oblitum (Latim de "nome esquecido"): Um nome que não foi usado na comunidade científica há mais de 50 anos após a sua proposta original.
- Nome preocupado: Um nome que é formalmente publicado, mas que já foi utilizado para outro táxon. Este segundo uso é inválido (como são todos os usos posteriores) e o nome deve ser substituído. Nomes preocupados não são nomes genéricos válidos.
- Nomen dubium (Latim de "nome duvidoso"): Um nome que descreve um fóssil sem características únicas de diagnóstico. Como isso pode ser uma designação extremamente subjetivo e controverso (ver Hadrosaurus), este termo não é usado nesta lista.

## A

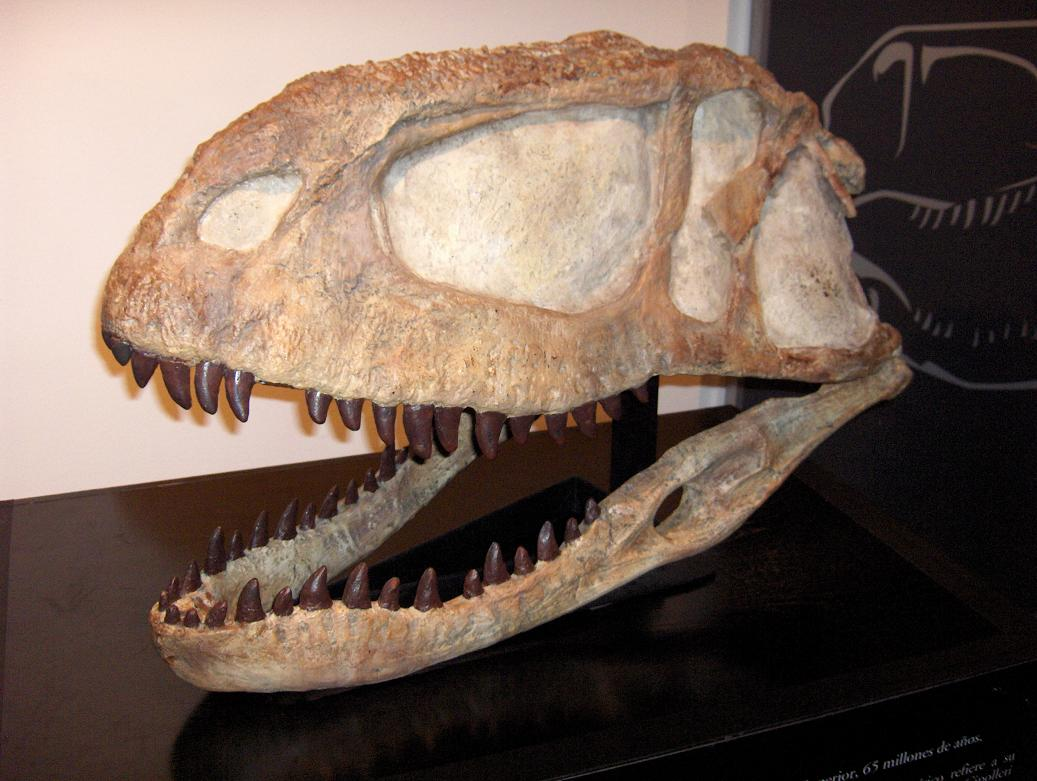
crânio de Abelisaurus.

- Aachenosaurus – é um pedaço de madeira petrificada
- Aardonyx
- Abdallahsaurus – nomen nudum, provavelmente um Giraffatitan
- Abelisaurus
- Abrictosaurus
- Abrosaurus
- Abydosaurus
- Acanthopholis
- Achelousaurus
- Acheroraptor
- Achillesaurus
- Achillobator
- Acristavus
- Acrocanthosaurus
- Acrotholus
- Actiosaurus – um Choristodera
- Adamantisaurus
- Adasaurus
- Adelolophus
- Adeopapposaurus
- Aegyptosaurus
- Aeolosaurus
- Aepisaurus
- Aepyornithomimus
- Aerosteon
- Aetonyx – possível sinônimo júnior de Massospondylus
- Afromimus
- Afrovenator
- Agathaumas - possível sinônimo de um Triceratops
- Agilisaurus
- Agnosphitys
- Agrosaurus – provavelmente um sinônimo júnior de Thecodontosaurus
- Agujaceratops
- Agustinia
- Ahshislepelta
- Airakoraptor – nomen nudum
- Ajancingenia
- Ajkaceratops
- Alamosaurus

- Alaskacephale
- Albalophosaurus
- Albertaceratops
- Albertadromeus
- Albertavenator
- Albertonykus
- Albertosaurus
- Albinykus[1]
- Alcovasaurus
- Alectrosaurus
- Aletopelta
- Algoasaurus
- Alioramus

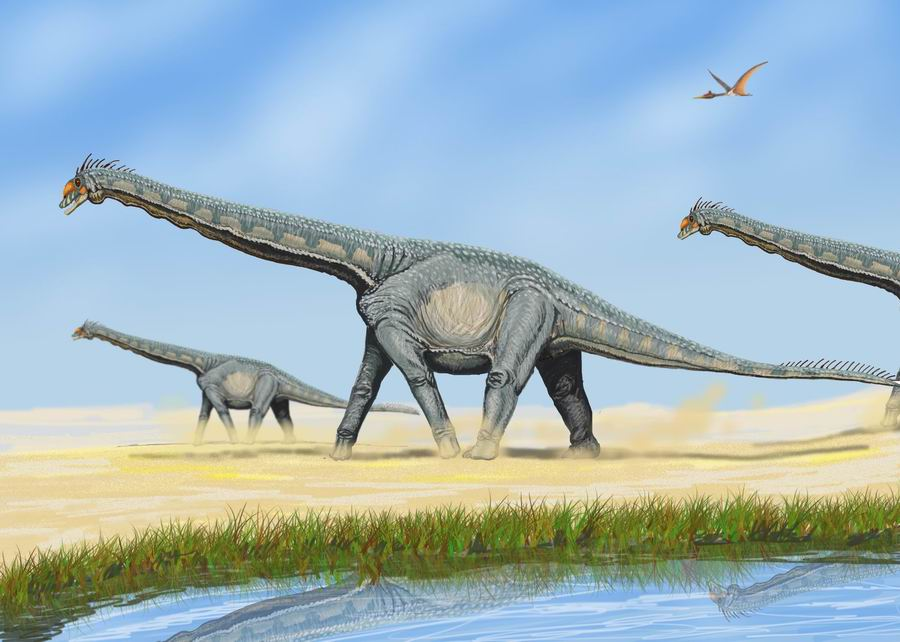
Representação de um Alamosaurus.

- Aliwalia – sinônimo júnior de Eucnemesaurus

- Allosaurus
- Alnashetri
- Alocodon
- Altirhinus
- Altispinax
- Alvarezsaurus
- Alwalkeria
- Alxasaurus
- Amargasaurus
- Amargastegos
- Amargatitanis
- Amazonsaurus

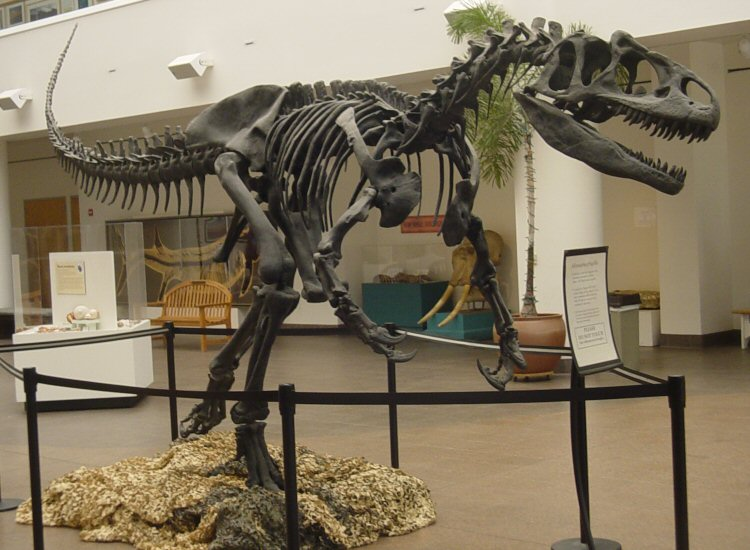
Réplica de um esqueleto de Allosaurus.

- Ammosaurus - possível sinônimo junior de Anchisaurus
- Ampelosaurus
- Amphicoelias
- Amphicoelicaudia – nomen nudum; possivelmente um Huabeisaurus
- Amphisaurus – nome preocupado, agora conhecido como Anchisaurus
- Amtocephale
- Amtosaurus – possivelmente um Talarurus
- Amurosaurus
- Amygdalodon
- Anabisetia
- Anasazisaurus
- Anatosaurus – sinônimo júnior de Edmontosaurus
- Anatotitan – sinônimo júnior de Edmontosaurus
- Anchiceratops
- Anchiornis
- Anchisaurus
- Andesaurus
- Andhrasaurus
- Angaturama – provável sinônimo júnior de Irritator
- Angloposeidon[2][3] – nomen nudum
- Angolatitan
- Angulomastacator
- Aniksosaurus
- Animantarx
- Ankistrodon – é um proterosuchidae archosauriformes
- Ankylosaurus
- Anodontosaurus
- Anoplosaurus
- Anserimimus
- Antarctopelta
- Antarctosaurus
- Antetonitrus
- Anthodon – é um pareiassauro
- Antrodemus – possivelmente, um sinônimo júnior de Allosaurus
- Anzu
- Aorun
- Apatodon – possivelmente, um sinônimo júnior de Allosaurus
- Apatoraptor
- Apatosaurus
- Appalachiosaurus
- Aquilops
- Aragosaurus
- Aralosaurus
- Araucanoraptor – nomen nudum; Neuquenraptor
- Archaeoceratops
- Archaeodontosaurus
- Archaeopteryx – mais antigo pássaro conhecido
- Archaeornis – sinônimo júnior de Archaeopteryx
- Archaeornithoides
- Archaeornithomimus
- Archaeovolans – sinônimo júnior de uma ave Yanornis
- Arcovenator[4]
- Arcusaurus
- Arenysaurus
- Argentinosaurus
- Argyrosaurus
- Aristosaurus – sinônimo júnior de Massospondylus
- Aristosuchus
- Arkansaurus – nomen nudum
- Arkharavia
- Arrhinoceratops
- Arstanosaurus
- Asiaceratops
- Asiatosaurus
- Astrodon
- Astrodonius – sinônimo júnior de Astrodon
- Astrodontaurus – sinônimo júnior de Astrodon
- Astrophocaudia
- Asylosaurus
- Atacamatitan
- Atlantosaurus
- Atlasaurus
- Atlascopcosaurus
- Atrociraptor
- Atsinganosaurus
- Aublysodon

- Aucasaurus

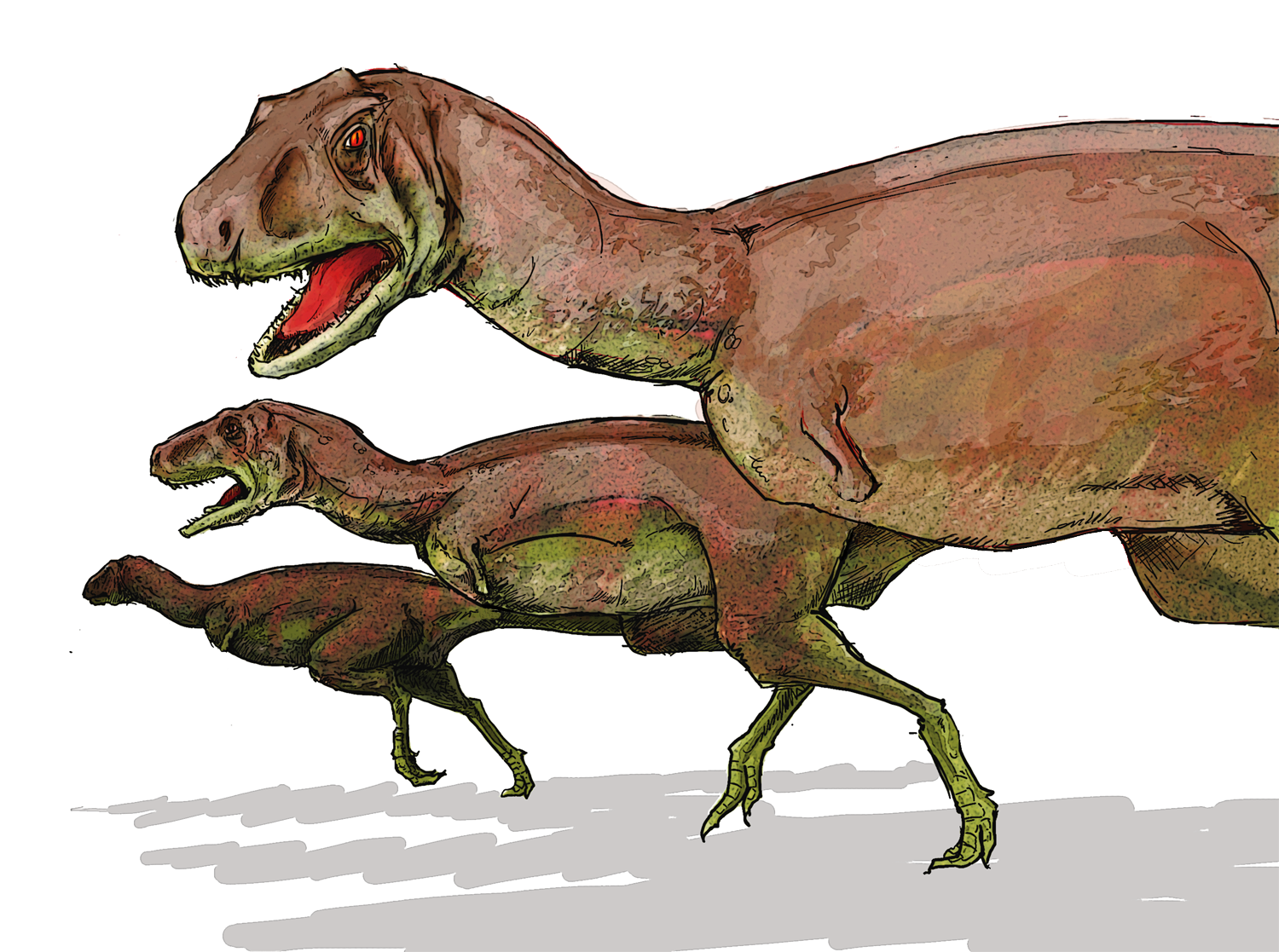
Representação de três Aucasaurus.

- Augustia – nome preocupado, agora conhecido como Agustinia
- Augustynolophus
- Auroraceratops
- Aurornis
- Australodocus
- Australovenator
- Austrocheirus
- Austroposeidon
- Austroraptor
- Austrosaurus
- Avaceratops
- Avalonia – nome preocupado, agora conhecido como Avalonianus
- Aviatyrannis
- Avimimus

## B
| Índice: | A B C D E F G H I J K L M N O P Q R S T U V W X Y Z – Ver também |

- Bactrosaurus
- Bagaceratops
- Esqueleto montado de um Barosaurus no Museu Americano de História Natural em Nova Iorque.Bagaraatan
- Bagaraatan
- Bahariasaurus
- Bainoceratops
- Bakesaurus – nomen nudum
- Balaur
- Balochisaurus
- Bambiraptor
- Banji
- Baotianmansaurus
- Barapasaurus
- Barilium
- Barosaurus
- Barrosasaurus
- Barsboldia
- Baryonyx
- Bashunosaurus – nomen nudum

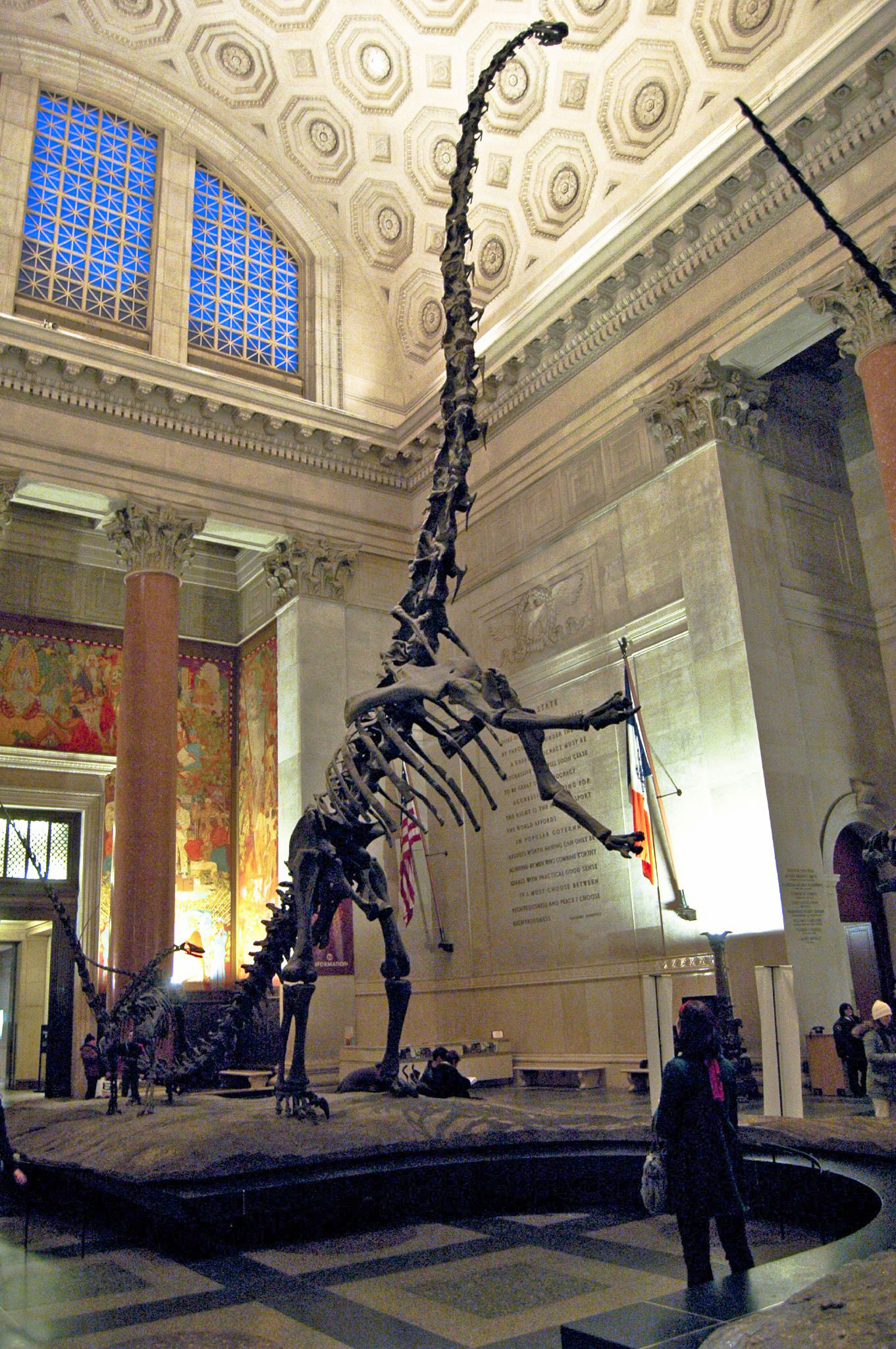
Esqueleto montado de um Barosaurus no Museu Americano de História Natural em Nova Iorque.

- Representação de um Baryonyx
- Batyrosaurus[5]
- Baurutitan
- Bayosaurus – nomen nudum
- Becklespinax
- Beelemodon – nomen nudum

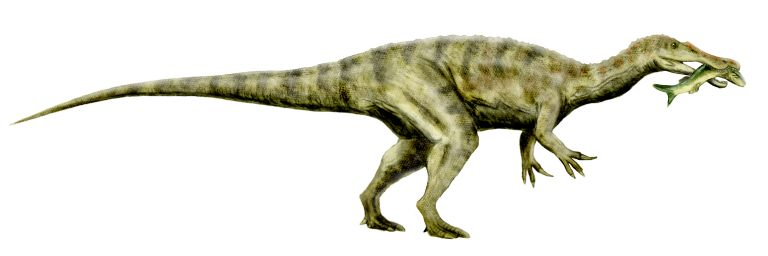
Representação de um Baryonyx

- Beibeilong – possível forma jovem de Gigantoraptor
- Beipiaognathus – possivelmente um engano
- Beipiaosaurus
- Beishanlong
- Bellusaurus
- Berberosaurus
- Betasuchus
- Bicentenaria
- Bienosaurus
- Bihariosaurus
- Bilbeyhallorum – nomen nudum; Cedarpelta
- Bissektipelta
- Bistahieversor
- Blancocerosaurus – nomen nudum, provavelmente um Giraffatitan
- Blasisaurus
- Blikanasaurus
- Bolong
- Bonapartenykus
- Bonapartesaurus
- Bonatitan
- Bonitasaura
- Borealopelta
- Borealosaurus
- Boreonykus
- Borogovia
- Bothriospondylus
- Brachiosaurus
- Brachyceratops
- Brachylophosaurus
- Brachypodosaurus
- Brachyrophus – sinônimo júnior de Camptosaurus
- Brachytrachelopan
- Bradycneme
- Brasilotitan
- Bravoceratops
- Breviceratops
- Brohisaurus
- Brontomerus
- Brontoraptor – nomen nudum
- Brontosaurus
- Bruhathkayosaurus
- Bugenasaura – sinônimo júnior de Thescelosaurus
- Buitreraptor
- Burianosaurus
- Buriolestes
- Byranjaffia – nomen nudum; Byronosaurus
- Byronosaurus

## C
| Índice: | A B C D E F G H I J K L M N O P Q R S T U V W X Y Z – Ver também |

- Caenagnathasia
- Caenagnathus
- Calamosaurus
- Calamospondylus

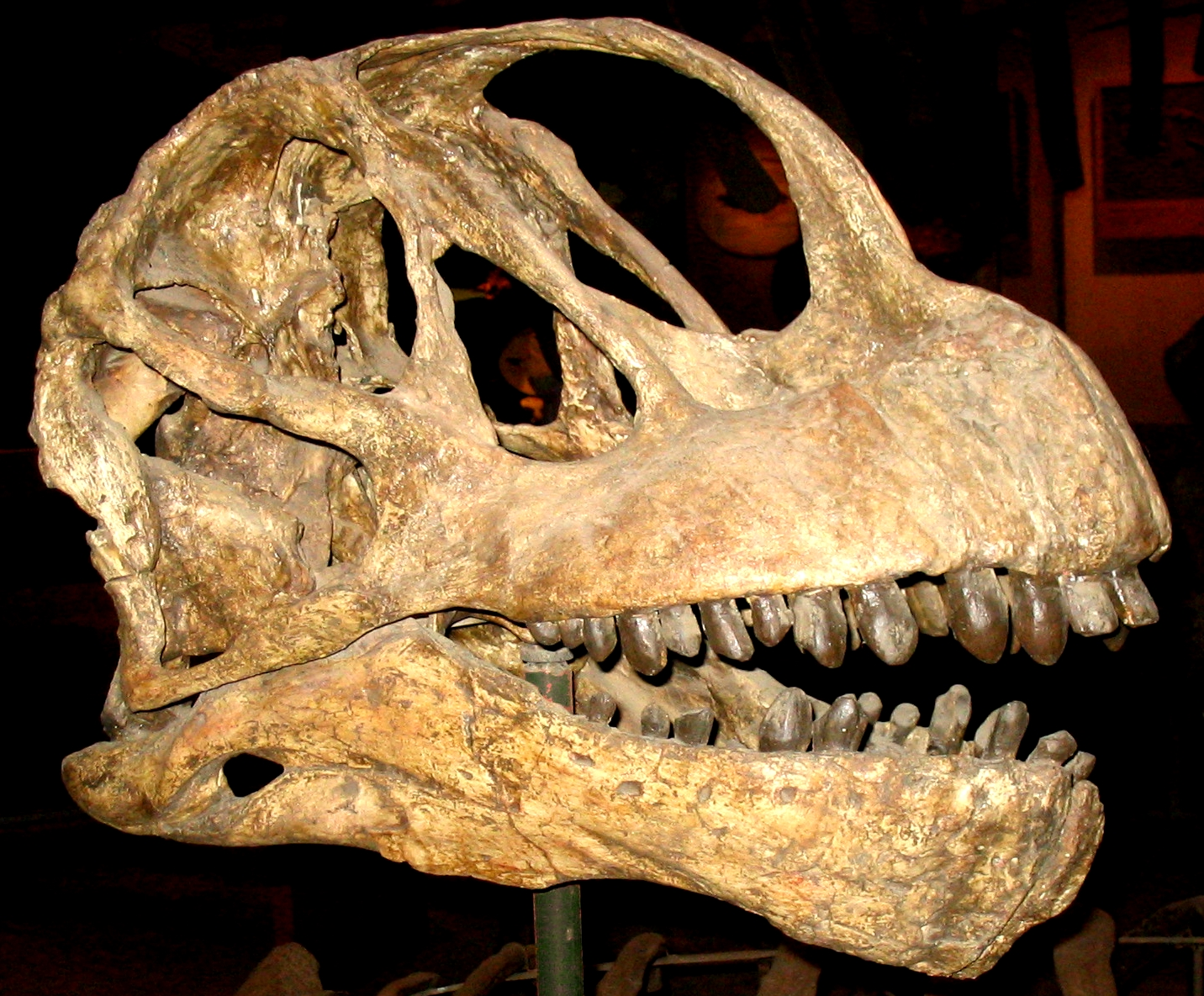
Crânio de um Camarasaurus

- "Calamospondylus" – nome preocupado, agora conhecido como Calamosaurus
- Callovosaurus
- Camarasaurus
- Camarillasaurus
- Camelotia
- Camposaurus
- "Camptonotus" – nome preocupado, agora conhecido como Camptosaurus
- Camptosaurus
- "Campylodon" – nome preocupado, agora conhecido como Campylodoniscus
- Campylodoniscus
- Canardia
- "Capitalsaurus" – nomen nudum
- Carcharodontosaurus
- Cardiodon
- Carnotaurus
- Caseosaurus
- Cathartesaura
- Cathetosaurus
- Caudipteryx
- Caudocoelus – sinônimo júnior de Teinurosaurus
- Caulodon – sinônimo júnior de Camarasaurus
- Cedarosaurus
- Cedarpelta
- Cedrorestes
- Centrosaurus
- Cerasinops
- Ceratonykus
- Ceratops
- Ceratosaurus
- Cetiosauriscus
- Cetiosaurus
- Changchunsaurus
- "Changdusaurus" – nomen nudum
- Changyuraptor
- Chaoyangsaurus
- Charonosaurus
- Chasmosaurus
- Chassternbergia – sinônimo júnior de Edmontonia
- Chebsaurus
- Chenanisaurus
- Cheneosaurus – sinônimo júnior de Hypacrosaurus
- Chialingosaurus
- Chiayusaurus
- "Chihuahuasaurus" – nomen nudum; Sonorasaurus
- Chilantaisaurus
- "Chilesaurus"
- Chindesaurus
- Chingkankousaurus

- Chinshakiangosaurus
- Chirostenotes
- Chondrosteosaurus
- Chondrosteus
- Chondrosteosaurus
- Chromogisaurus
- Chuandongocoelurus
- Chuanjiesaurus
- Chuanqilong
- Chubutisaurus
- Chungkingosaurus
- Chuxiongosaurus
- "Cinizasaurus" – nomen nudum
- Cionodon
- Citipati

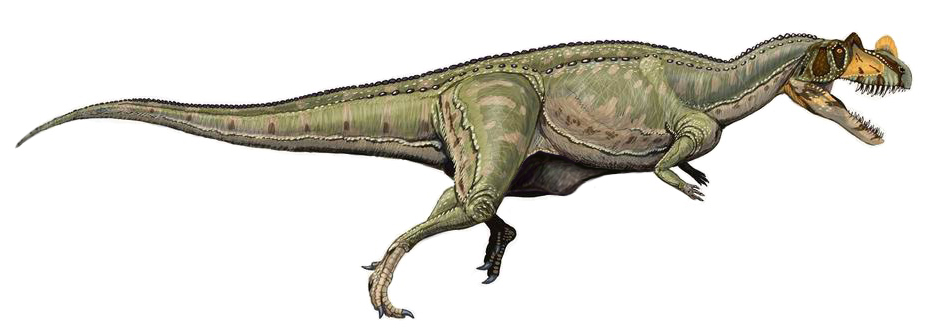
Representação de um Ceratosaurus.

- Claorhynchus – possivelmente um Triceratops
- Claosaurus
- Clasmodosaurus
- Coahuilaceratops
- Coelophysis
- "Coelosaurus" – nome preocupado
- Coeluroides
- Coelurus
- Colepiocephale
- "Coloradia" – nome preocupado, agora conhecido como Coloradisaurus
- Coloradisaurus
- "Colossosaurus" – nomen nudum; Pelorosaurus
- Comahuesaurus
- "Comanchesaurus" – nomen nudum
- Compsognathus
- Compsosuchus
- Concavenator
- Conchoraptor
- Condorraptor
- Coronosaurus
- Corythoraptor
- Corythosaurus
- Craspedodon
- Crataeomus – sinônimo júnior de Struthiosaurus
- Craterosaurus
- Creosaurus – sinônimo júnior de Allosaurus
- Crichtonpelta
- Crichtonsaurus
- Cristatusaurus
- Cruxicheiros
- Cryolophosaurus
- Cryptodraco – sinônimo júnior (nome necessita substituição) de Cryptosaurus
- "Cryptoraptor" – nomen nudum
- Cryptosaurus
- Cryptovolans – sinônimo júnior de Microraptor
- Cumnoria

## D
| Índice: | A B C D E F G H I J K L M N O P Q R S T U V W X Y Z – Ver também |

- Daanosaurus
- Dacentrurus
- "Dachongosaurus"[6] – nomen nudum
- Daemonosaurus
- Dahalokely
- Dakotadon
- Dakotaraptor
- Daliansaurus
- "Damalasaurus" – nomen nudum
- Dandakosaurus

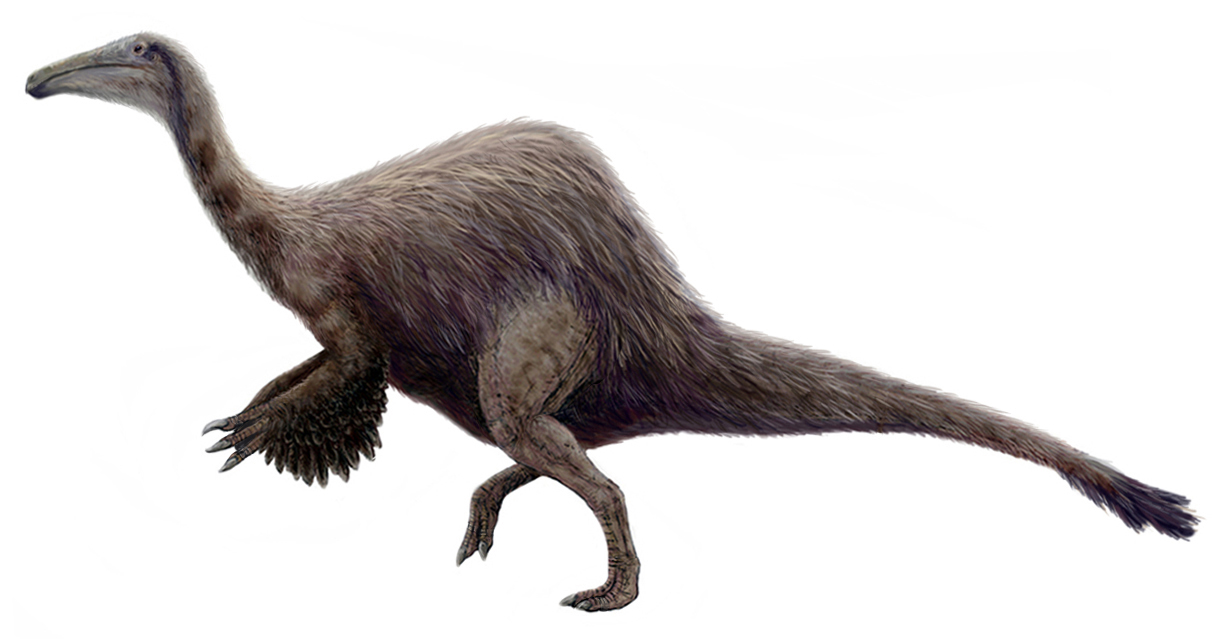
Reconstrução de artistas de Deinocheirus.

- Danubiosaurus – sinônimo júnior de Struthiosaurus
- "Daptosaurus" – nomen nudum; nome antigo de Deinonychus
- Darwinsaurus[7]
- Dashanpusaurus
- Daspletosaurus
- "Dasygnathus" – nome preocupado, agora conhecido como Dasygnathoides
- Datanglong
- Datonglong
- Datousaurus
- Daurosaurus – sinônimo de Kulindadromeus
- Daxiatitan
- Deinocheirus
- Deinodon – provável um Gorgosaurus
- Deinonychus
- Delapparentia[8] – provável sinônimo júnior Iguanodon
- Deltadromeus
- Demandasaurus
- Denversaurus
- Diabloceratops
- Diamantinasaurus
- "Diceratops" – nome preocupado, agora conhecido como Nedoceratops
- Diceratus – sinônimo júnior de Nedoceratops
- Diclonius
- Dicraeosaurus
- Didanodon – provável sinônimo júnior de Lambeosaurus
- Dilong
- Dilophosaurus
- Dimodosaurus – sinônimo júnior de Plateosaurus
- Dinheirosaurus – provável sinônimo júnior de Supersaurus
- Dinodocus
- "Dinosaurus" – nome preocupado, agora sinônimo júnior de Plateosaurus
- Dinotyrannus – sinônimo júnior de Tyrannosaurus
- Diplodocus
- Diplotomodon
- Diracodon – sinônimo júnior de Stegosaurus
- Dolichosuchus
- Dollodon – sinônimo júnior de Mantellisaurus
- "Domeykosaurus" – nomen nudum
- Dongbeititan
- Dongyangopelta
- Dongyangosaurus
- Doryphorosaurus – sinônimo júnior (nome necessita substituição) de Kentrosaurus
- Draconyx
- Dracopelta
- Dracoraptor

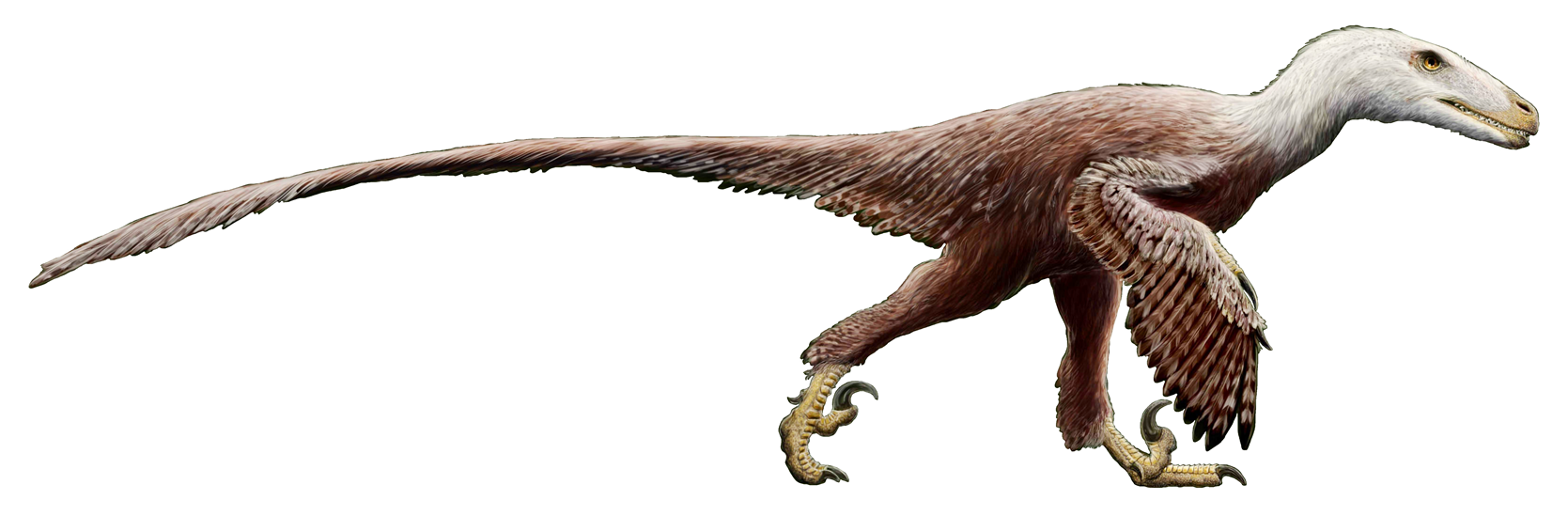
Reconstrução de artistas de Deinonychus.

- Dracorex – provável um jovem Pachycephalosaurus
- Dracovenator
- Dreadnoughtus
- Drinker
- Dromaeosauroides
- Dromaeosaurus
- Dromiceiomimus – provável sinônimo júnior de Ornithomimus
- Dromicosaurus – sinônimo júnior de Massospondylus
- Drusilasaura
- Dryosaurus
- Dryptosauroides
- Dryptosaurus
- Dubreuillosaurus
- Duriatitan
- Duriavenator
- Dynamosaurus – sinônimo júnior de Tyrannosaurus
- Dyoplosaurus
- Dysalotosaurus
- Dysganus
- Dyslocosaurus
- Dystrophaeus
- Dystylosaurus – sinônimo júnior de Supersaurus

## E
| Índice: | A B C D E F G H I J K L M N O P Q R S T U V W X Y Z – Ver também |

- Echinodon
- Edmarka – sinônimo júnior de Torvosaurus
- Edmontonia
- Edmontosaurus
- Efraasia
- Einiosaurus
- Ekrixinatosaurus
- Elaltitan
- Elaphrosaurus
- Elmisaurus
- Elopteryx
- Elosaurus – sinônimo júnior de Apatosaurus
- Elrhazosaurus
- "Elvisaurus" – nomen nudum; Cryolophosaurus
- Emausaurus
- Embasaurus
- Enigmosaurus
- Eoabelisaurus
- Eobrontosaurus – sinônimo júnior de Brontosaurus
- Eocarcharia
- Eoceratops – sinônimo júnior de Chasmosaurus
- Eocursor
- Eodromaeus
- "Eohadrosaurus" – nomen nudum; Eolambia
- Eolambia
- Eomamenchisaurus
- Eoplophysis
- Eoraptor
- Eosinopteryx
- Eotrachodon
- Eotriceratops
- Eotyrannus
- Eousdryosaurus
- Epachthosaurus
- Epanterias – pode ser um Allosaurus

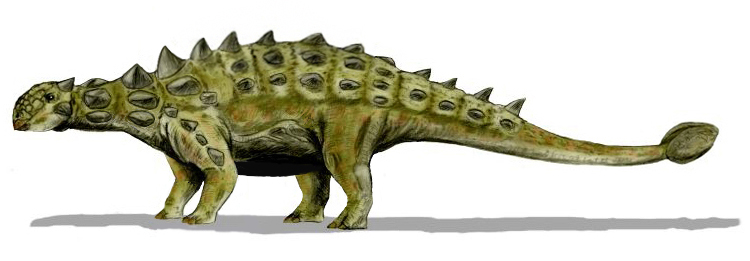
Euoplocephalus.

- "Ephoenosaurus" – nomen nudum; Machimosaurus (um crocodiliano)
- Epichirostenotes
- Epidendrosaurus – sinônimo de Scansoriopteryx
- Epidexipteryx
- Equijubus
- Erectopus
- Erketu
- Erliansaurus
- Erlikosaurus
- Eshanosaurus
- "Euacanthus" – nomen nudum; sinônimo júnior de Polacanthus
- Eucamerotus
- Eucentrosaurus – sinônimo júnior (nome necessita substituição) de Centrosaurus
- Eucercosaurus
- Eucnemesaurus
- "Eugongbusaurus" – nomen nudum
- Euhelopus
- Euoplocephalus
- Eupodosaurus – é um nothosauroidea sinônimo de Lariosaurus
- "Eureodon" – nomen nudum; Tenontosaurus
- Euronychodon
- Europasaurus
- Europatitan
- Europelta
- Euskelosaurus
- Eustreptospondylus

## F
| Índice: | A B C D E F G H I J K L M N O P Q R S T U V W X Y Z – Ver também |

- Fabrosaurus – possivelmente um Lesothosaurus
- Falcarius
- Fendusaurus
- "Fenestrosaurus" – nomen nudum; Oviraptor
- Ferganasaurus
- Ferganastegos
- Ferganocephale
- Foraminacephale
- Fosterovenator
- Frenguellisaurus – sinônimo júnior de Herrerasaurus
- Fruitadens

- Fukuiraptor
- Fukuisaurus
- Fukuititan
- Fukuivenator
- Fulengia
- Fulgurotherium

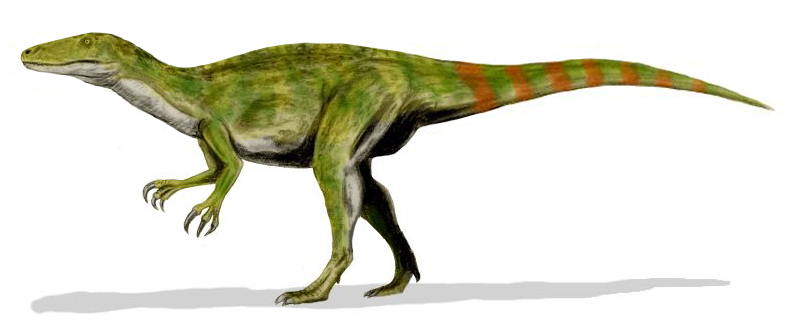
Representação de um Fukuiraptor.

- "Fusinasus" – nomen nudum; Eotyrannus
- Fusuisaurus
- "Futabasaurus" – nomen nudum; não deve ser confundido com o nome formalmente plesiosauria Futabasaurus
- Futalognkosaurus

## G
| Índice: | A B C D E F G H I J K L M N O P Q R S T U V W X Y Z – Ver também |

- "Gadolosaurus" – nomen nudum
- Galeamopus
- Gallimimus
- Galveosaurus – sinônimo de Galvesaurus
- Galvesaurus
- Gannansaurus
- "Gansutitan" - nomen nudum; Daxiatitan
- Ganzhousaurus – possível sinônimo júnior de Nankangia
- Gargoyleosaurus
- Garudimimus
- Gasosaurus
- Gasparinisaura
- Gastonia
- "Gavinosaurus" – nomen nudum; Eotyrannus
- Geminiraptor
- Genusaurus
- Genyodectes
- Geranosaurus
- Gideonmantellia
- Giganotosaurus
- Gigantoraptor
- Gigantosaurus
- "Gigantosaurus" – nome preocupado, agora conhecido como Tornieria
- Gigantoscelus – sinônimo júnior de Euskelosaurus
- Gigantspinosaurus
- Gilmoreosaurus
- "Ginnareemimus" – nomen nudum; Kinnareemimus
- Giraffatitan
- Glacialisaurus
- Glishades
- Glyptodontopelta

- Gobiceratops
- Gobisaurus
- Gobititan
- Gobivenator

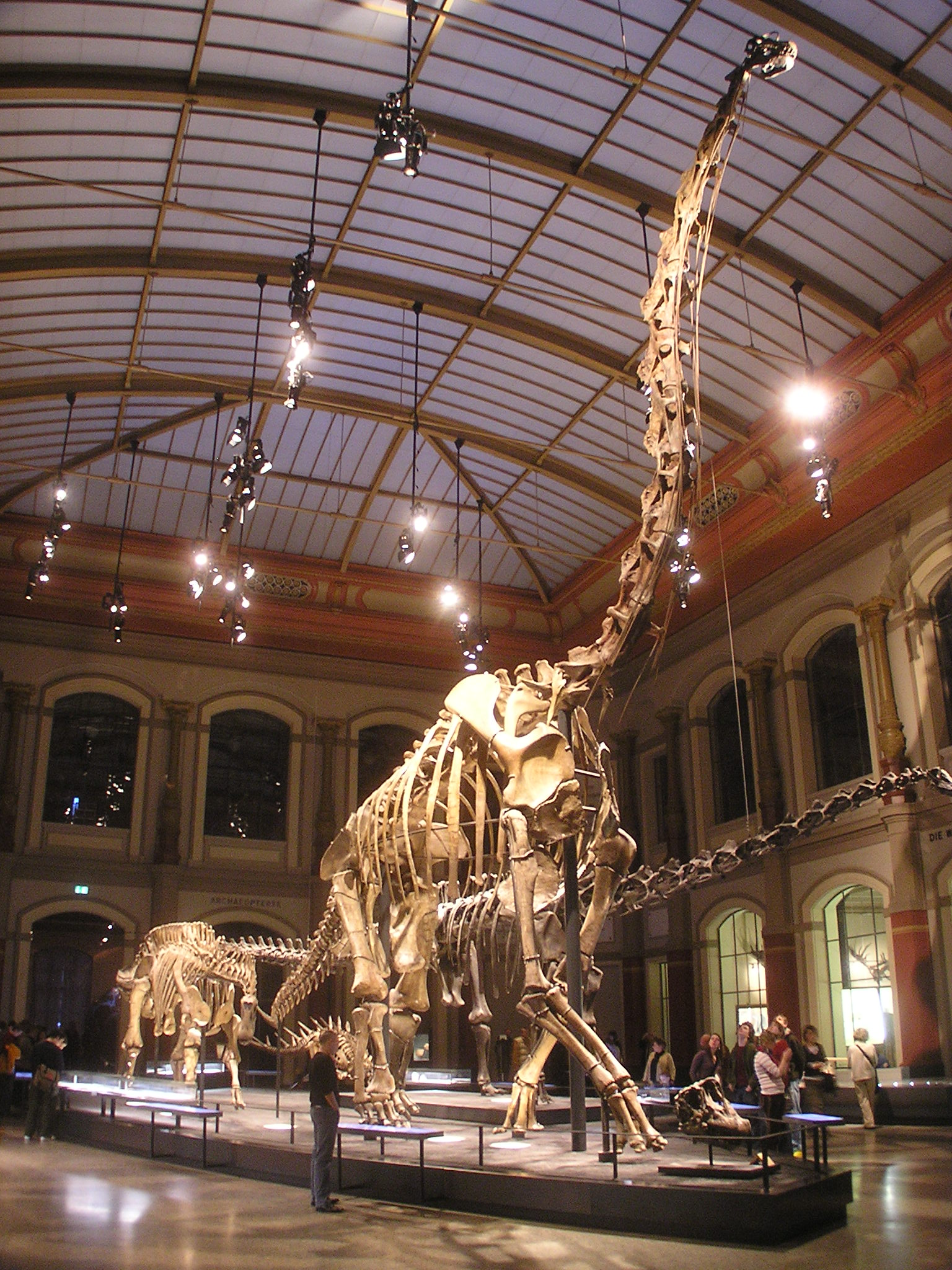
Esqueleto de um Giraffatitan.

- "Godzillasaurus" – nomen nudum; Gojirasaurus
- Gojirasaurus
- Gondwanatitan
- Gongbusaurus
- Gongpoquansaurus
- Gongxianosaurus
- Gorgosaurus
- Goyocephale
- Graciliceratops
- Graciliraptor
- Gravitholus
- Gresslyosaurus – sinônimo júnior de Plateosaurus
- Griphornis – sinônimo júnior de Archaeopteryx
- Griphosaurus – sinônimo júnior de Archaeopteryx
- Gryphoceratops
- Gryponyx
- Gryposaurus
- Gspsaurus - nomen manuscriptum
- Guaibasaurus
- Gualicho
- Guanlong
- Gyposaurus – sinônimo júnior de Massospondylus

## H
| Índice: | A B C D E F G H I J K L M N O P Q R S T U V W X Y Z – Ver também |

- "Hadrosauravus" – nomen nudum; sinônimo júnior de Gryposaurus
- Hadrosaurus
- Hagryphus
- Halticosaurus
- Hanssuesia
- "Hanwulosaurus" – nomen nudum
- Haplocanthosaurus
- "Haplocanthus" – nome preocupado, agora conhecido como Haplocanthosaurus
- Haplocheirus
- Harpymimus
- Haya
- Hecatasaurus – sinônimo júnior de Telmatosaurus
- "Heilongjiangosaurus" – nomen nudum
- Heishansaurus – sinônimo júnior de Pinacosaurus
- Helioceratops
- "Helopus" – nome preocupado, agora conhecido como Euhelopus
- Heptasteornis
- Herrerasaurus
- Hesperonychus
- Hesperosaurus
- Heterodontosaurus
- Heterosaurus – sinônimo júnior de Iguanodon
- Hexing[9]
- Hexinlusaurus
- Heyuannia
- Hierosaurus – sinônimo júnior de Nodosaurus
- Hikanodon – sinônimo júnior de Iguanodon

- Hippodraco
- "Hironosaurus" – nomen nudum
- "Hisanohamasaurus" – nomen nudum
- Histriasaurus
- Homalocephale

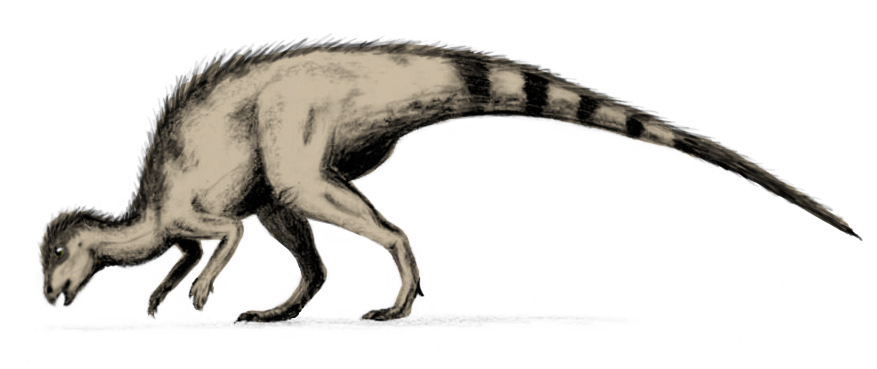
Representação de um Hypsilophodon.

- "Honghesaurus" – nomen nudum; Yandusaurus
- Hongshanosaurus
- Hoplitosaurus
- Hoplosaurus – sinônimo júnior de Struthiosaurus
- Hortalotarsus – sinônimo júnior de Massospondylus
- Huabeisaurus
- Huanghetitan
- Huaxiagnathus
- Huaxiaosaurus
- "Huaxiasaurus" – nomen nudum; Huaxiagnathus
- Huayangosaurus
- Hudiesaurus
- Huehuecanauhtlus
- Hulsanpes – possivelmente uma ave
- Hungarosaurus
- Huxleysaurus[7]
- Hylaeosaurus
- Hylosaurus – sinônimo júnior de Hylaeosaurus
- Hypacrosaurus
- Hypselorhachis – é um ctenosauriscidae
- Hypselosaurus
- Hypselospinus
- Hypsibema
- Hypsilophodon
- Hypsirophus – provável sinônimo júnior de Stegosaurus

## I
| Índice: | A B C D E F G H I J K L M N O P Q R S T U V W X Y Z – Ver também |

- "Ichabodcraniosaurus" – nomen nudum; provavelmente um Velociraptor
- Ichthyovenator
- Ignavusaurus
- Iguanacolossus
- IguanodonEsboço de dois Iguanodon.

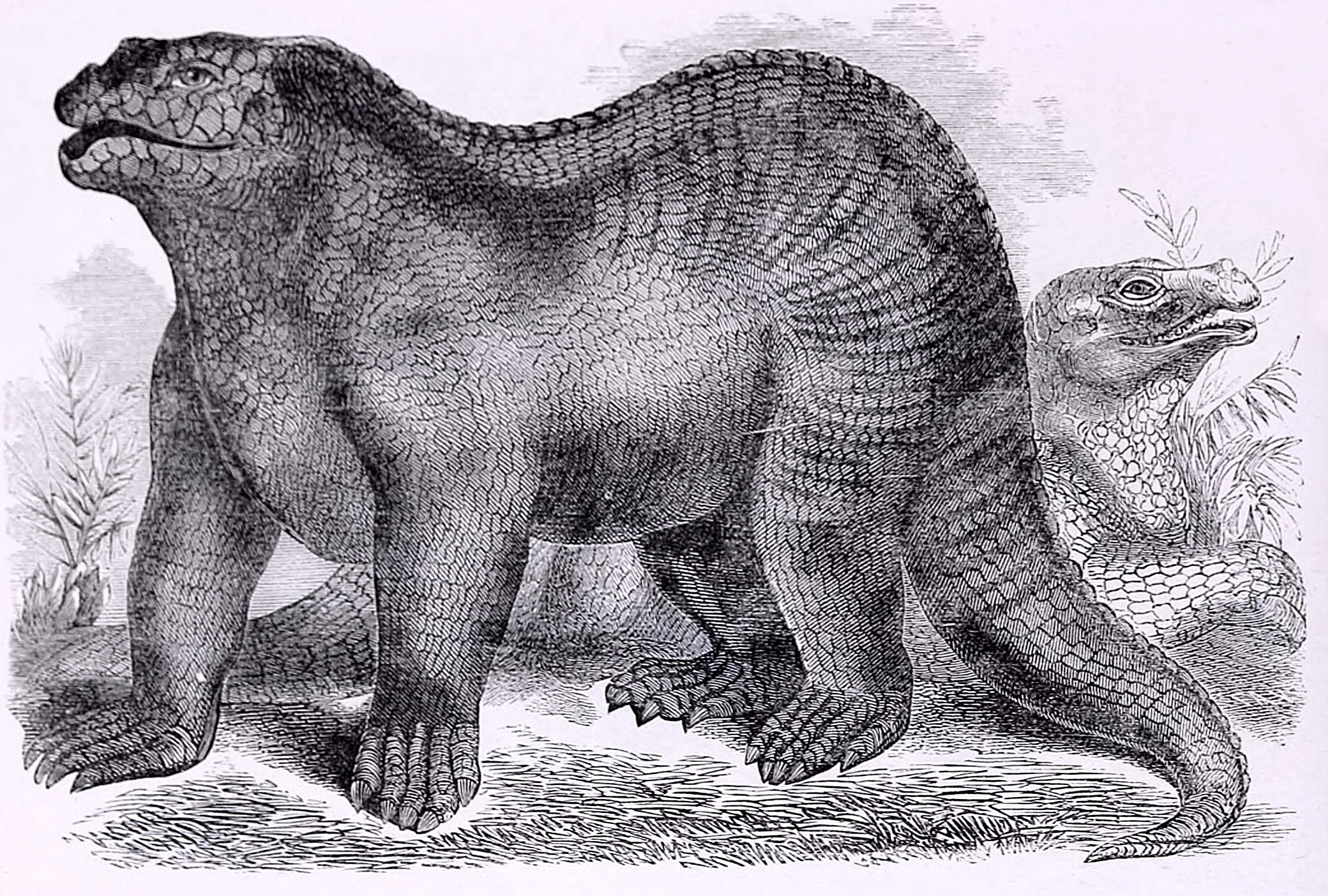
Esboço de dois Iguanodon.

- "Iguanoides" – nomen nudum; Iguanodon
- "Iguanosaurus" – nomen nudum; Iguanodon
- Iliosuchus
- Ilokelesia
- Incisivosaurus

- Indosaurus
- Indosuchus
- "Ingenia" – nome preocupado, agora conhecido como Ajancingenia
- InosaurusFóssil de um Irritator
- Irritator
- Isanosaurus

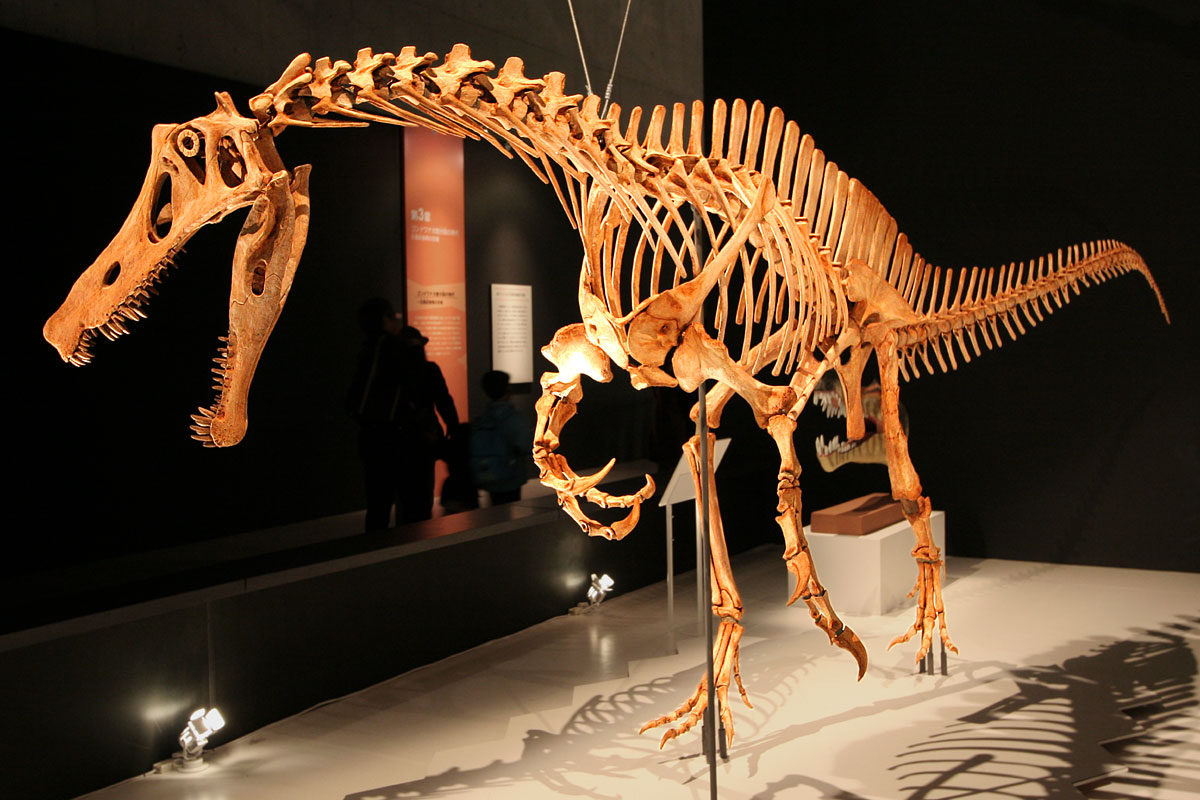
Fóssil de um Irritator

- Ischisaurus – sinônimo júnior de Herrerasaurus
- "Ischyrosaurus" – nome preocupado, ainda não foi renomeado
- Isisaurus
- "Issasaurus" – nomen nudum; Dicraeosaurus
- Itemirus
- Iuticosaurus

## J
| Índice: | A B C D E F G H I J K L M N O P Q R S T U V W X Y Z – Ver também |

- Jainosaurus
- Jaklapallisaurus
- Janenschia
- Jaxartosaurus
- Jeholosaurus
- Jenghizkhan – sinônimo júnior de Tarbosaurus
- "Jensenosaurus" – nomen nudum; Supersaurus
- Jeyawati
- Jianchangosaurus
- "Jiangjunmiaosaurus" – nomen nudum; Monolophosaurus
- Jiangjunosaurus
- Jiangshanosaurus

- Jiangxisaurus
- Jinfengopteryx
- Jingshanosaurus
- Jintasaurus
- Jinzhousaurus
- Jiutaisaurus
- Jobaria
- Jubbulpuria
- Judiceratops

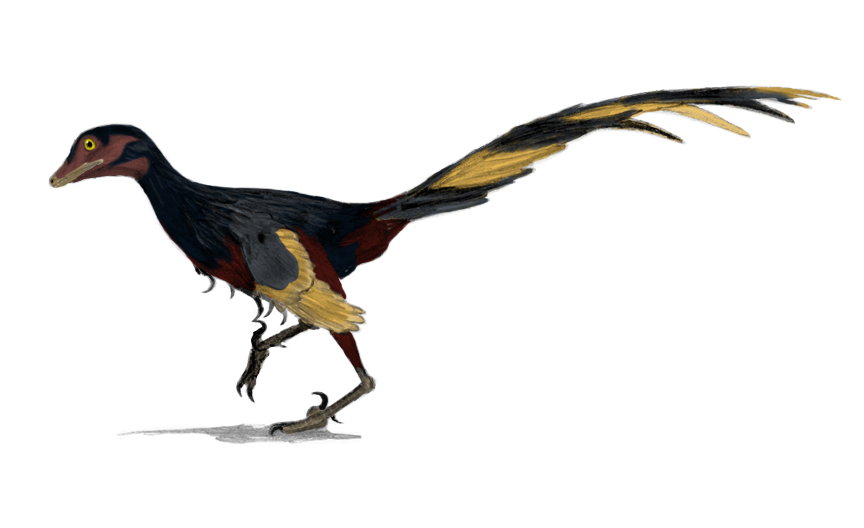
Representação de um Jinfengopteryx.

- Jurapteryx – sinônimo júnior de Archaeopteryx
- "Jurassosaurus" – nomen nudum; Tianchisaurus
- Juratyrant
- Juravenator

## K
| Índice: | A B C D E F G H I J K L M N O P Q R S T U V W X Y Z – Ver também |

- Kaatedocus
- "Kagasaurus" – nomen nudum
- Kaijiangosaurus
- Kakuru
- Kangnasaurus
- Karongasaurus
- Katepensaurus
- "Katsuyamasaurus" – nomen nudum
- Kayentavenator
- Kazaklambia
- Kelmayisaurus
- Kemkemia
- Kentrosaurus

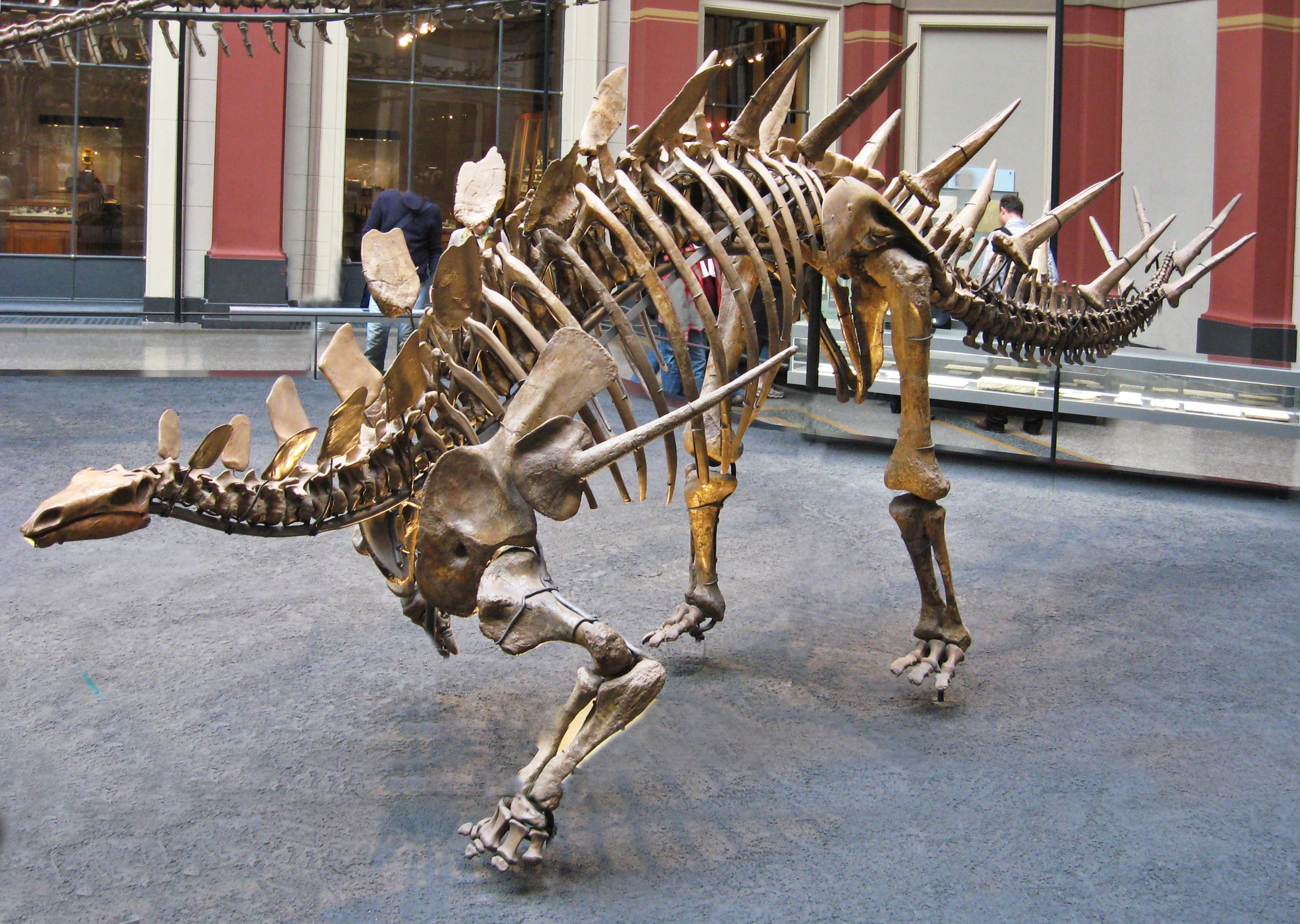
Esqueleto de um Kentrosaurus.

- Kentrurosaurus – sinônimo júnior (nome necessita substituição) de Kentrosaurus
- Kerberosaurus
- Khaan
- "Khateranisaurus"[10] – erro ortográfico de "Khetranisaurus"
- Khetranisaurus
- Kileskus
- Kinnareemimus
- "Kitadanisaurus" – nomen nudum; Fukuiraptor
- "Kittysaurus" – nomen nudum; Eotyrannus
- Klamelisaurus
- Kol
- Koparion
- Koreaceratops
- Koreanosaurus Huh et al., 2011
- "Koreanosaurus" Kim, 1979 – nomen nudum; nome mais tarde usado formalmente para um gênero de ornitópode
- "Koreasaurus"[6] – nomen nudum; provavelmente uma grafia alternativa de "Koreanosaurus"
- Kosmoceratops
- Kotasaurus
- Koutalisaurus
- Kritosaurus
- Kryptops
- Kukufeldia
- Kulceratops
- Kundurosaurus
- Kunmingosaurus – pode ser um nomen nudum
- Kuszholia – provavelmente uma ave

## L
| Índice: | A B C D E F G H I J K L M N O P Q R S T U V W X Y Z – Ver também |

- Labocania
- Labrosaurus – sinônimo júnior de Allosaurus
- "Laelaps" – nome preocupado, agora conhecido como Dryptosaurus
- Laevisuchus
- Lamaceratops
- Lambeosaurus
- Lametasaurus
- Lamplughsaura
- Lanasaurus
- "Lancangjiangosaurus"[6] – grafia variante de "Lancanjiangosaurus"
- "Lancangosaurus" – grafia variante de "Lancanjiangosaurus"
- "Lancanjiangosaurus"  – nomen nudum
- Lanzhousaurus
- Laornis – é uma ave
- Laosaurus
- Lapampasaurus
- Laplatasaurus
- Lapparentosaurus
- Latirhinus
- Leaellynasaura
- Leinkupal
- Leipsanosaurus – sinônimo júnior de Struthiosaurus
- "Lengosaurus" – nomen nudum; Eotyrannus
- Leonerasaurus
- Leptoceratops
- Leptorhynchos
- Leptospondylus – sinônimo júnior de Massospondylus
- Leshansaurus
- Lesothosaurus
- Lessemsaurus
- Levnesovia
- Lexovisaurus

- Leyesaurus[11]
- Liaoceratops
- Liaoningosaurus
- "Liassaurus" – nomen nudum
- Ligabueino
- Ligabuesaurus

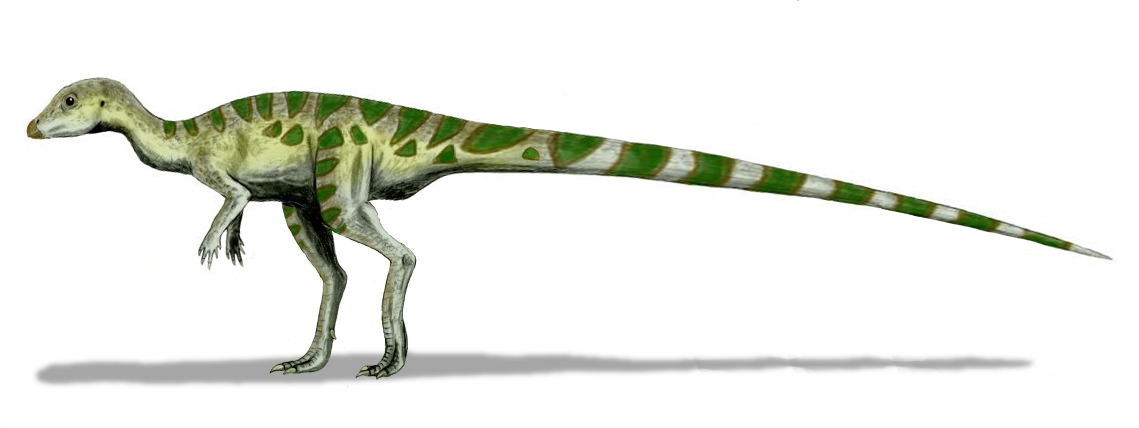
Representação de um Leaellynasaura.

- "Ligomasaurus" – nomen nudum, possivelmente é um Giraffatitan
- "Likhoelesaurus" – nomen nudum; possivelmente não dinossauro
- Liliensternus
- Limaysaurus
- "Limnornis" – nome preocupado, agora conhecido como as aves Eurolimnornis e Palaeocursornis
- "Limnosaurus" – nome preocupado, agora conhecido como Telmatosaurus
- Limusaurus
- Linhenykus
- Linheraptor
- Linhevenator
- Lirainosaurus
- Liubangosaurus
- Loncosaurus
- Longosaurus – sinônimo júnior de Coelophysis
- Lophorhothon
- Lophostropheus
- Loricatosaurus
- Loricosaurus – possível sinônimo júnior de Neuquensaurus
- Losillasaurus
- Lourinhanosaurus
- Lourinhasaurus
- Luanchuanraptor
- "Luanpingosaurus" – nomen nudum; Psittacosaurus
- Lufengocephalus – sinônimo júnior de Lufengosaurus
- Lufengosaurus
- Lukousaurus
- Luoyanggia
- Lurdusaurus
- Lusitanosaurus
- Lusotitan
- Lycorhinus
- Lythronax

## M
| Índice: | A B C D E F G H I J K L M N O P Q R S T U V W X Y Z – Ver também |

- Machairasaurus
- Macrodontophion
- Macrogryphosaurus
- Macrophalangia – sinônimo júnior de Chirostenotes
- Macrurosaurus
- "Madsenius" – nomen nudum
- Magnapaulia[12]
- Magnirostris
- Magnosaurus
- "Magulodon" – nomen nudum
- Magyarosaurus
- Mahakala
- Maiasaura
- Majungasaurus
- Majungatholus – sinônimo júnior de Majungasaurus
- Malarguesaurus
- Malawisaurus
- Maleevosaurus – sinônimo júnior de Tarbosaurus
- Maleevus

- Mamenchisaurus
- Manidens
- Mandschurosaurus

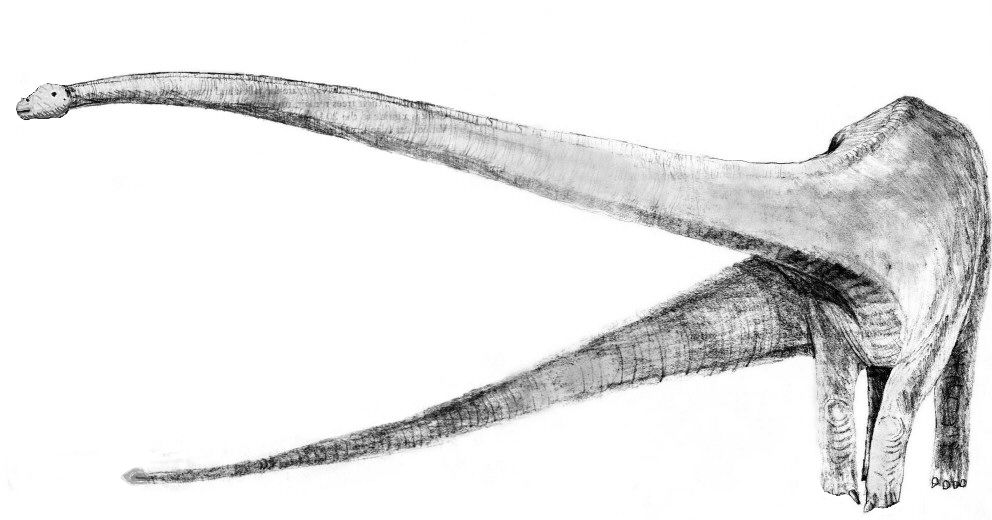
Esboço de um Mamenchisaurus.

- Manospondylus – sinônimo de Tyrannosaurus
- Mantellisaurus
- Mantellodon[7]
- Mapusaurus
- Marisaurus
- Marmarospondylus – provável sinônimo júnior de Bothriospondylus
- Marshosaurus
- Martharaptor
- Masiakasaurus
- Massospondylus
- Maxakalisaurus
- Medusaceratops
- "Megacervixosaurus" – nomen nudum
- "Megadactylus" – nome preocupado, agora conhecido como Anchisaurus
- "Megadontosaurus" – nomen nudum; Microvenator
- Megalosaurus
- Megapnosaurus
- Megaraptor
- Mei
- Melanorosaurus
- Mendozasaurus
- "Merosaurus" – nomen nudum
- Metriacanthosaurus
- "Microcephale" – nomen nudum
- "Microceratops" – nome preocupado, agora conhecido como Microceratus
- Microceratus
- Microcoelus – possível sinônimo de Neuquensaurus
- "Microdontosaurus" – nomen nudum
- Microhadrosaurus
- Micropachycephalosaurus
- Microraptor
- Microsaurops – sinônimo júnior de Saltasaurus
- Microvenator
- "Mifunesaurus" – nomen nudum
- Minmi
- Minotaurasaurus
- Miragaia
- Mirischia
- "Moabosaurus" – nomen nudum
- Mochlodon
- "Mohammadisaurus" – nomen nudum; Tornieria
- Mojoceratops

- Mongolosaurus
- Monkonosaurus
- Monoclonius
- Monolophosaurus

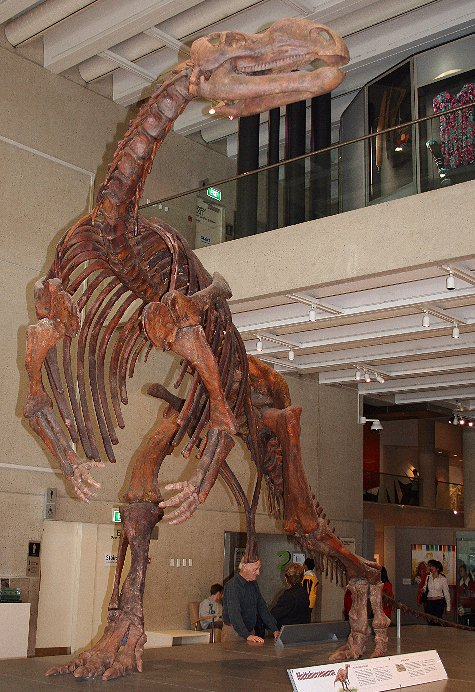
Molde de um esqueleto de Muttaburrasaurus.

- "Mononychus" – nome preocupado, agora conhecido como Mononykus
- Mononykus
- Montanoceratops
- Morinosaurus
- Morosaurus – sinônimo júnior de Camarasaurus
- "Moshisaurus" – nomen nudum; ?Mamenchisaurus
- "Mtapaiasaurus" – nomen nudum, provavelmente um Giraffatitan
- "Mtotosaurus" – nomen nudum; Dicraeosaurus
- Mussaurus
- Muttaburrasaurus
- Muyelensaurus
- Mymoorapelta

## N
| Índice: | A B C D E F G H I J K L M N O P Q R S T U V W X Y Z – Ver também |

- Naashoibitosaurus
- Nambalia
- Nankangia
- Nanningosaurus
- Nanosaurus
- Nanotyrannosaurus – erro ortográfico de Nanotyrannus
- Nanotyrannus – possivelmente um jovem Tyrannosaurus ou outro tyrannosauridae[13]
- Nanshiungosaurus
- Nanuqsaurus
- Nanyangosaurus
- Narambuenatitan
- Nasutoceratops
- Nebulasaurus
- "Nectosaurus" – nome preocupado, agora conhecido como Kritosaurus
- Nedcolbertia
- Nedoceratops
- Neimongosaurus
- "Nemegtia" – nome preocupado, agora conhecido como Nemegtomaia
- Nemegtomaia
- Nemegtosaurus
- "Neosaurus" – nome preocupado, agora conhecido como Parrosaurus (possível sinônimo júnior de Hypsibema)
- Neosodon
- Neovenator
- Neuquenraptor
- Neuquensaurus
- "Newtonsaurus" – nomen nudum
- "Ngexisaurus" – nomen nudum
- Nigersaurus
- "Ninghsiasaurus" – nomen nudum; Pinacosaurus

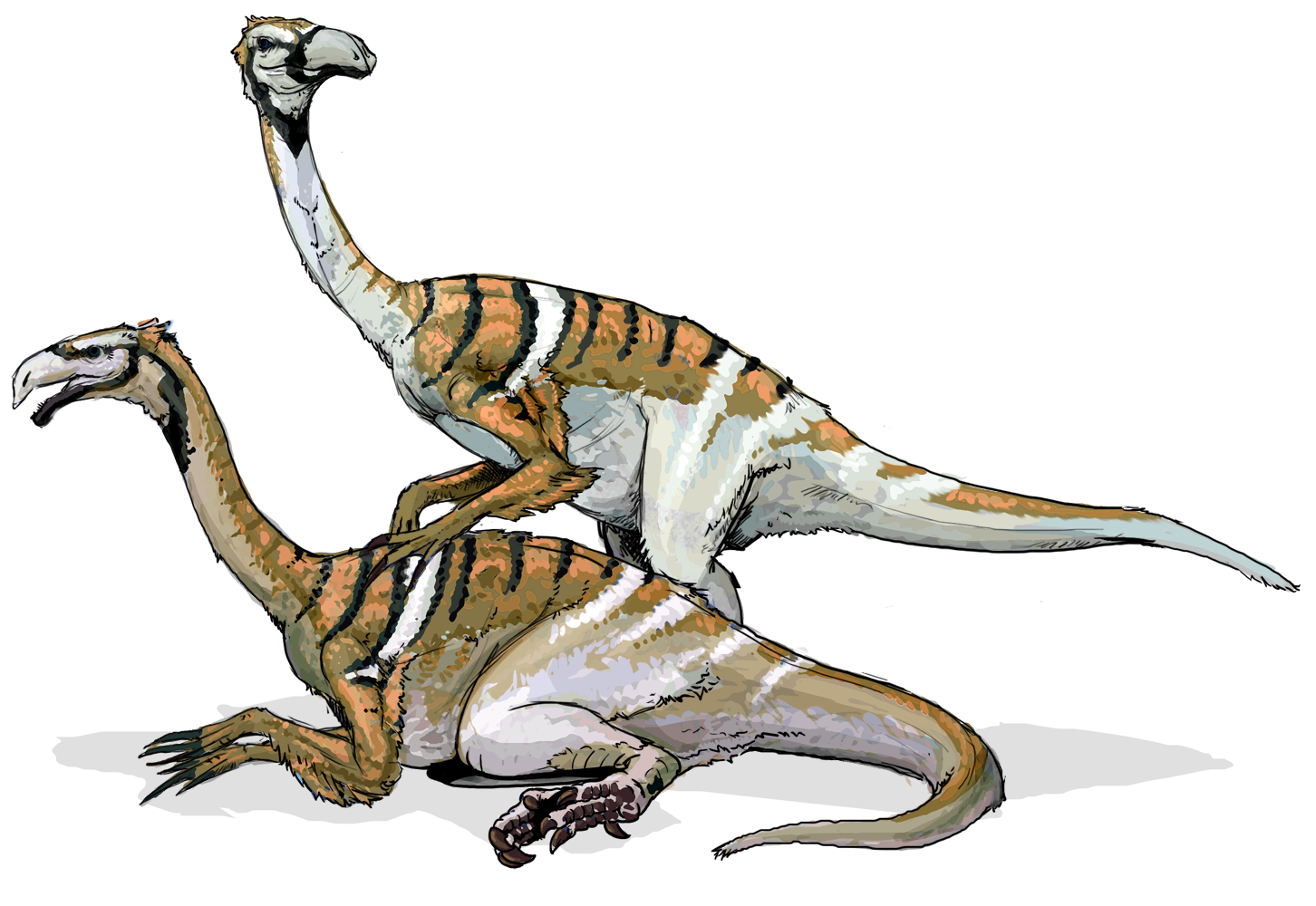
Representação de dois Nanshiungosaurus.

- Ningyuansaurus
- Niobrarasaurus
- Nipponosaurus
- Noasaurus
- Nodocephalosaurus
- Nodosaurus
- Nomingia

- Nopcsaspondylus
- Normanniasaurus
- Nothronychus
- Notoceratops
- Notohypsilophodon
- "Nouerosaurus"[6] – grafia variante de Nurosaurus
- Nqwebasaurus
- "Nteregosaurus" – nomen nudum; Janenschia
- "Nuoerosaurus" – grafia variante de Nurosaurus
- "Nuoersaurus" – grafia variante de Nurosaurus
- "Nurosaurus"[6] – nomen nudum
- Nuthetes
- "Nyororosaurus" – nomen nudum; Dicraeosaurus

## O
| Índice: | A B C D E F G H I J K L M N O P Q R S T U V W X Y Z – Ver também |

- Ohmdenosaurus
- Ojoceratops
- Ojoraptorsaurus
- Oligosaurus – sinônimo júnior de Rhabdodon
- Olorotitan
- Omeisaurus
- "Omosaurus" – nome preocupado, agora conhecido como Dacentrurus
- Onychosaurus – sinônimo de Rhabdodon, or a dubious ankylosaurian
- Oohkotokia
- Opisthocoelicaudia
- Oplosaurus
- "Orcomimus" – nomen nudum
- Orinosaurus – sinônimo júnior (nome necessita substituição) de Orosaurus
- Orkoraptor
- Ornatotholus
- Ornithodesmus
- "Ornithoides" – nomen nudum; Saurornithoides
- Ornitholestes

odontossauro

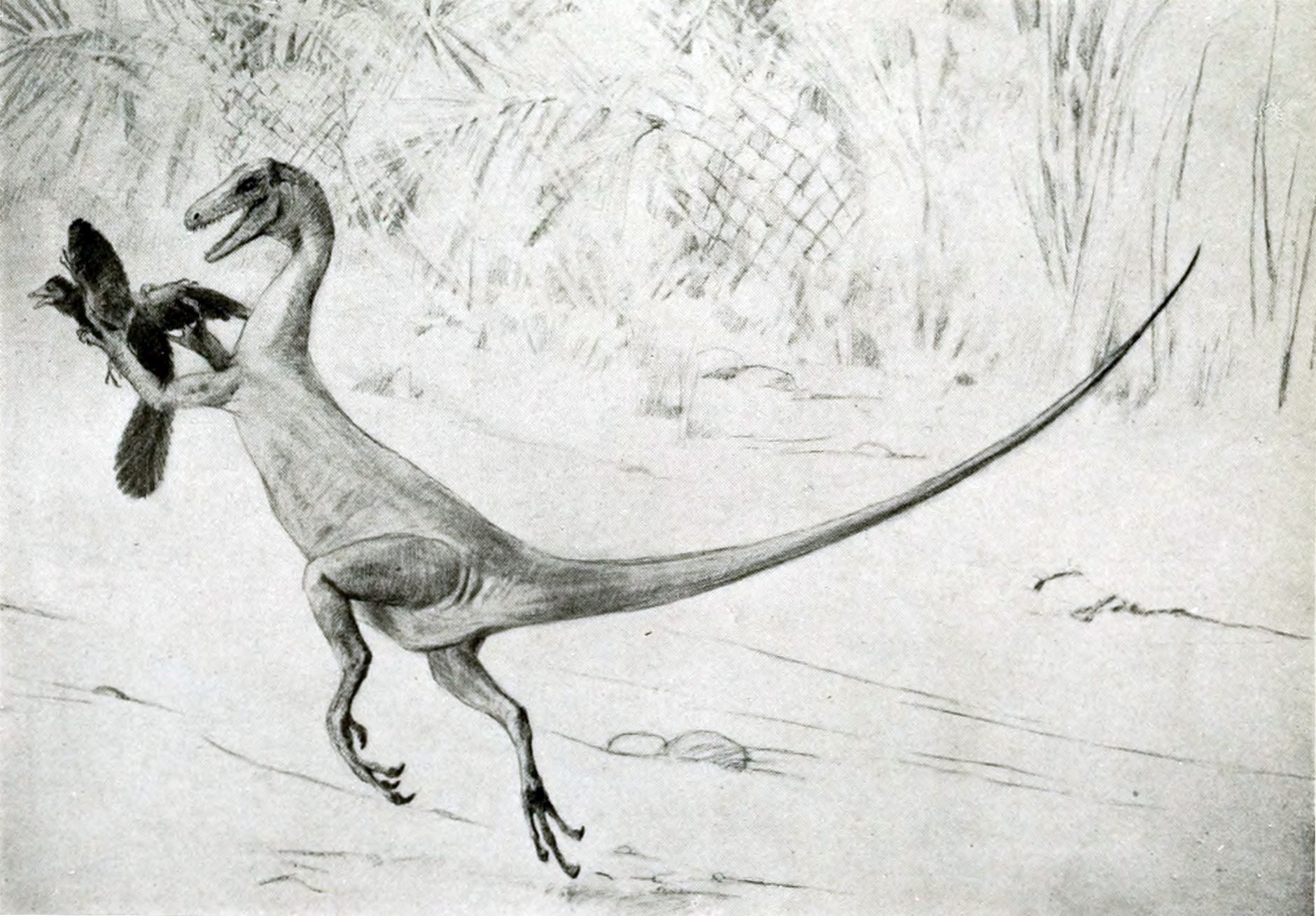
Esboço de um Ornitholestes.

- Ornithomerus – sinônimo júnior de Rhabdodon
- Ornithomimoides
- Ornithomimus
- Ornithopsis
- Ornithotarsus – possível sinônimo júnior de Hadrosaurus
- Orodromeus
- Orosaurus – possível sinônimo júnior de Euskelosaurus
- Orthogoniosaurus
- Orthomerus
- Oryctodromeus
- "Oshanosaurus" – nomen nudum
- Osmakasaurus[14]
- Ostafrikasaurus
- Othnielia
- Othnielosaurus
- "Otogosaurus" – nomen nudum
- Ouranosaurus
- Overosaurus
- Oviraptor
- "Ovoraptor" – nomen nudum; Velociraptor
- Owenodon
- Oxalaia
- Ozraptor

## P
| Índice: | A B C D E F G H I J K L M N O P Q R S T U V W X Y Z – Ver também |

- Pachycephalosaurus
- Pachyrhinosaurus
- Pachysauriscus – provável sinônimo júnior de Plateosaurus
- Pachysaurops – provável sinônimo júnior de Plateosaurus
- "Pachysaurus" – nome preocupado, agora conhecido como Pachysauriscus; provável sinônimo júnior de Plateosaurus
- Pachyspondylus – provável sinônimo júnior de Massospondylus
- Pachysuchus[15]
- Pakisaurus
- Palaeocursornis – possivelmente uma ave
- "Palaeolimnornis" – nomen nudum; Palaeocursornis, provável ave
- Palaeopteryx – possivelmente uma ave
- Palaeosauriscus – sinônimo júnior de Paleosaurus
- "Palaeosaurus" Riley & Stutchbury, 1836 – nome preocupado, agora conhecido como Paleosaurus
- "Palaeosaurus" Fitzinger, 1840 – nome preocupado, agora conhecido como Sphenosaurus, um não dinossauro procolophonidae
- Palaeoscincus
- Paludititan
- Paluxysaurus
- Pampadromaeus[16]
- Pamparaptor
- Panamericansaurus
- Panoplosaurus
- Panphagia
- Pantydraco

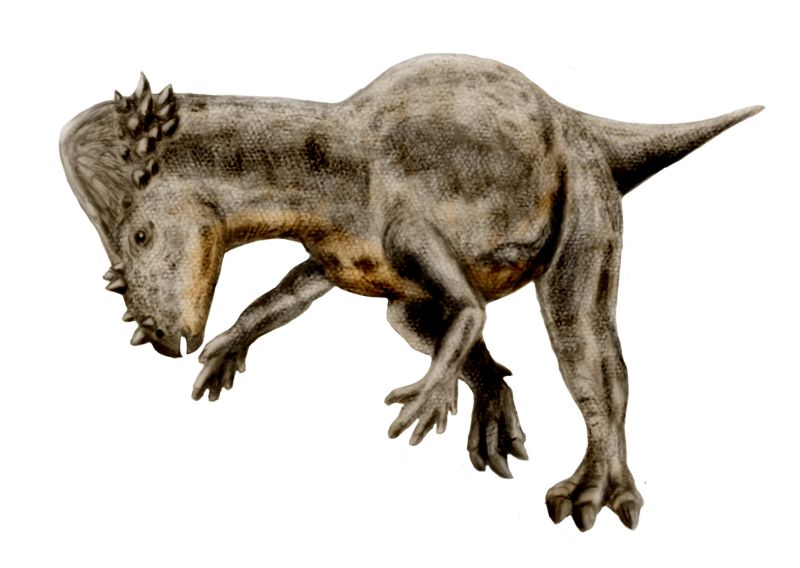
Representação de um Pachycephalosaurus.

- "Paraiguanodon" – nomen nudum; Bactrosaurus
- Paralititan
- Paranthodon
- Pararhabdodon
- Parasaurolophus
- "Parhabdodon"[6] – nomen nudum; erro ortográfico de Pararhabdodon
- Parksosaurus
- Paronychodon
- Parrosaurus – possível sinônimo júnior de Hypsibema
- Parvicursor
- Patagonykus
- Patagosaurus
- Pawpawsaurus
- Pectinodon – sinônimo júnior de Troodon
- Pedopenna
- Pegomastax
- Peishansaurus
- Pelecanimimus
- Pellegrinisaurus
- Peloroplites
- Pelorosaurus
- "Peltosaurus" – nome preocupado, agora conhecido como Sauropelta
- Penelopognathus
- Pentaceratops
- Petrobrasaurus
- Phaedrolosaurus
- Philovenator
- Phuwiangosaurus
- Phyllodon
- Piatnitzkysaurus
- Picrodon – sinônimo júnior de Avalonianus
- Pinacosaurus
- Pisanosaurus
- Pitekunsaurus
- Piveteausaurus
- Planicoxa
- Plateosauravus
- Plateosaurus
- Platyceratops
- Pleurocoelus – possivelmente um Astrodon
- Pleuropeltus – sinônimo júnior de Struthiosaurus
- Pneumatoraptor
- Podokesaurus
- Poekilopleuron
- Polacanthoides – sinônimo júnior de Hylaeosaurus
- Polacanthus
- Polyodontosaurus – sinônimo júnior de Troodon
- Polyonax
- Ponerosteus
- Esboço de um Parasaurolophus.Pradhania
- Prenocephale
- Prenoceratops
- Priconodon
- Priodontognathus
- Proa
- Probactrosaurus

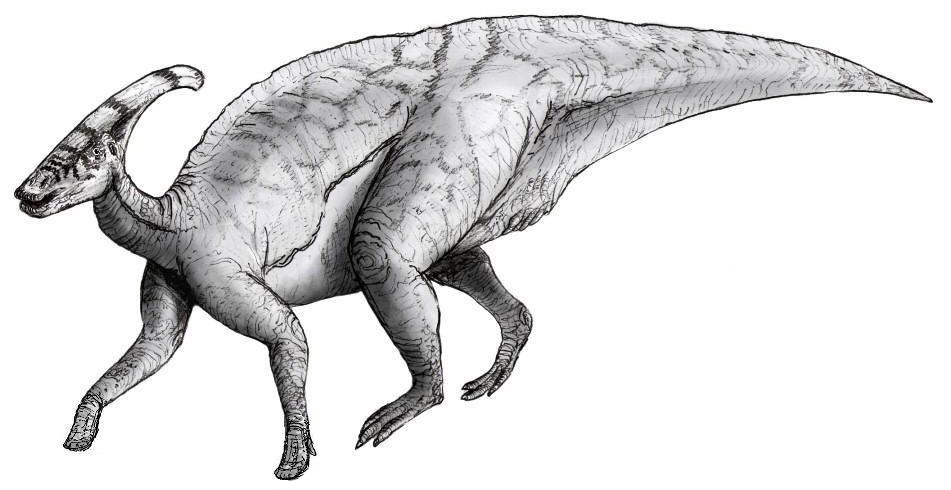
Esboço de um Parasaurolophus.

- Proceratops – sinônimo júnior (nome necessita substituição) de Ceratops
- Proceratosaurus
- Procerosaurus von Huene, 1902 – é um prolacertiformes archosauromorpha
- "Procerosaurus" Fritsch, 1905 – nome preocupado, agora conhecido como Ponerosteus
- Procheneosaurus – sinônimo júnior de Lambeosaurus
- Procompsognathus
- Prodeinodon
- "Proiguanodon" – nomen nudum; Iguanodon
- Propanoplosaurus
- Proplanicoxa
- Prosaurolophus
- Protarchaeopteryx
- Protiguanodon – sinônimo júnior de Psittacosaurus
- Protoavis – descrito como uma ave, provavelmente uma quimera incluindo ossos de terópode
- Protoceratops
- Protognathosaurus
- "Protognathus" – nome preocupado, agora conhecido como Protognathosaurus
- Protohadros
- "Protorosaurus" Lambe, 1914 – nome preocupado, agora conhecido como Chasmosaurus
- "Protrachodon" – nomen nudum; Orthomerus
- "Proyandusaurus" – nomen nudum; Hexinlusaurus.
- Psittacosaurus
- Pteropelyx
- Pterospondylus
- Puertasaurus
- Pukyongosaurus
- Pycnonemosaurus
- Pyroraptor

## Q

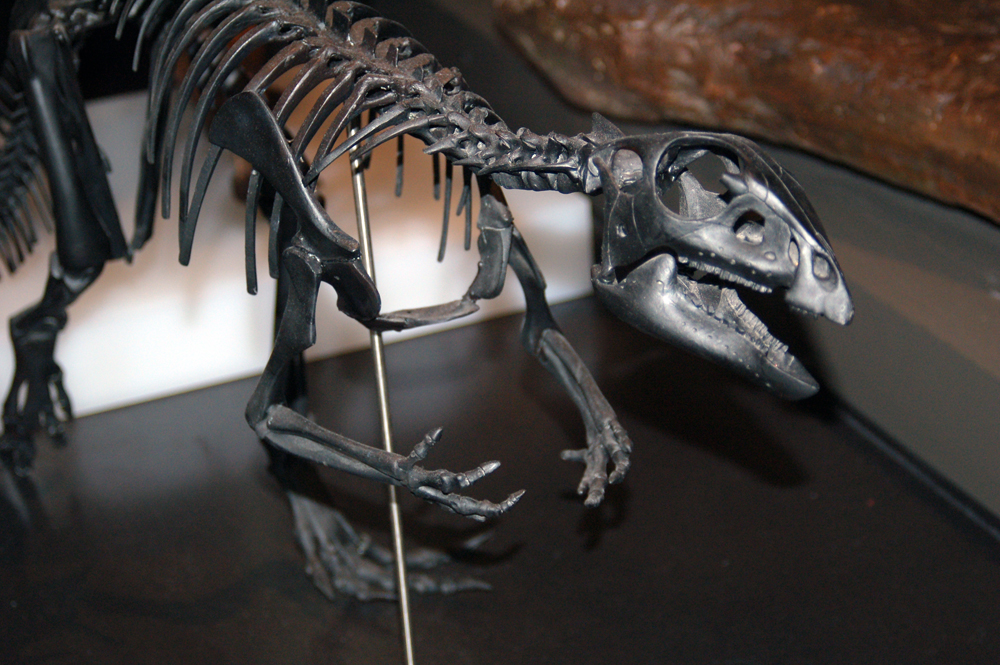
Esqueleto de um Qantassaurus.

| Índice: | A B C D E F G H I J K L M N O P Q R S T U V W X Y Z – Ver também |

- Qantassaurus
- Qianzhousaurus
- Qiaowanlong
- Qinlingosaurus
- Qingxiusaurus
- Qiupalong
- Quaesitosaurus
- Quetecsaurus
- Quilmesaurus

## R
| Índice: | A B C D E F G H I J K L M N O P Q R S T U V W X Y Z – Ver também |

- Rahiolisaurus
- "Rahona" – nome preocupado, agora conhecido como Rahonavis
- Rahonavis – possivelmente uma ave
- Rajasaurus
- Rapator
- Rapetosaurus
- Raptorex
- Ratchasimasaurus
- Rayososaurus
- Rebbachisaurus
- Regnosaurus
- "Revueltoraptor" – nomen nudum; sinônimo júnior de Gojirasaurus
- Revueltosaurus – é um pseudosuchia
- Rhabdodon
- Rhodanosaurus – sinônimo júnior de Struthiosaurus
- Rhoetosaurus
- Ricardoestesia – grafia pretendida, mas não oficial Richardoestesia
- Richardoestesia

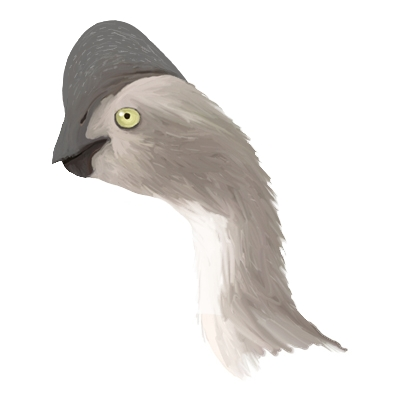
Esboço do perfil da cabeça de em Rinchenia.

- "Rileya" – nome preocupado, agora conhecido como Rileyasuchus
- Rinchenia
- Rinconsaurus
- Rioarribasaurus – sinônimo júnior de Coelophysis
- "Riodevasaurus"[17] - nomen nudum; Turiasaurus
- Riojasaurus
- Rocasaurus
- "Roccosaurus" – nomen nudum; Melanorosaurus
- Rubeosaurus
- Ruehleia
- Rugops
- "Rutellum" – nome pré-Linnaeus, inválido em sistemas taxonômicos modernos
- Ruyangosaurus

## S
| Índice: | A B C D E F G H I J K L M N O P Q R S T U V W X Y Z – Ver também |

- Sahaliyania
- Saichania
- "Salimosaurus" – nomen nudum, provavelmente um Giraffatitan
- Saltasaurus
- "Saltriosaurus" – nomen nudum
- "Sanchusaurus" – nomen nudum
- "Sangonghesaurus" – nomen nudum
- Sanjuansaurus
- Sanpasaurus
- Santanaraptor
- Sarahsaurus
- Sarcolestes
- Sarcosaurus
- Saturnalia
- Sauraechinodon[6] – sinônimo júnior de Echinodon
- "Sauraechmodon" – nomen nudum; Echinodon
- Saurolophus
- Sauroniops
- Sauropelta
- Saurophaganax
- "Saurophagus" – nome preocupado, agora conhecido como Saurophaganax
- Sauroplites
- "Sauropodus"[18] – nomen nudum
- Sauroposeidon
- Saurornithoides
- Saurornitholestes
- Scansoriopteryx – possível sinônimo júnior de Epidendrosaurus
- Scelidosaurus
- Scipionyx
- Sciurumimus[19]
- Scolosaurus
- "Scrotum" – inválido, considerado como tendo sido um rótulo descritivo, em vez de um nome Linnaeus[20]
- Scutellosaurus

- Secernosaurus
- Segisaurus
- Segnosaurus

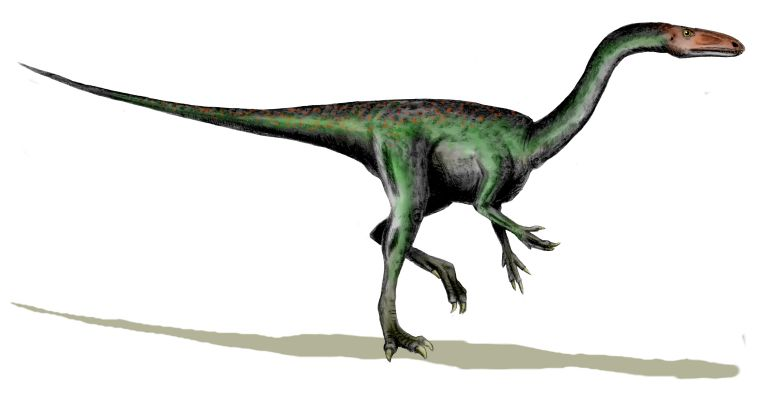
Representação de um Segisaurus.

- Seismosaurus – sinônimo júnior de Diplodocus
- Seitaad
- "Selimanosaurus" – nomen nudum; Dicraeosaurus
- Sellacoxa
- Sellosaurus – susceptível sinônimo júnior de Plateosaurus
- Serendipaceratops
- Shamosaurus
- Shanag
- Shanshanosaurus – sinônimo júnior de Tarbosaurus
- Shantungosaurus
- Shanxia
- Shanyangosaurus
- Shaochilong
- Shenzhousaurus
- Shidaisaurus
- Shixinggia
- Shuangmiaosaurus
- Shunosaurus
- Shuosaurus[6] – erro ortográfico de Shunosaurus
- Shuvuuia
- Siamodon
- Siamosaurus
- Siamotyrannus
- Siats
- Sigilmassasaurus
- Siluosaurus
- Silvisaurus
- Similicaudipteryx
- Sinocalliopteryx
- Sinoceratops
- Sinocoelurus
- "Sinopliosaurus" fusuiensis – material originalmente classificado comoparte do gênero de pliossauro Sinopliosaurus, agora reconhecido como dinossauro[21]
- Sinornithoides
- Sinornithomimus
- Sinornithosaurus
- Sinosauropteryx
- Sinosaurus
- Sinotyrannus
- Sinovenator
- Sinraptor
- Sinucerasaurus – sinônimo júnior de Sinusonasus
- Sinusonasus

- Skorpiovenator

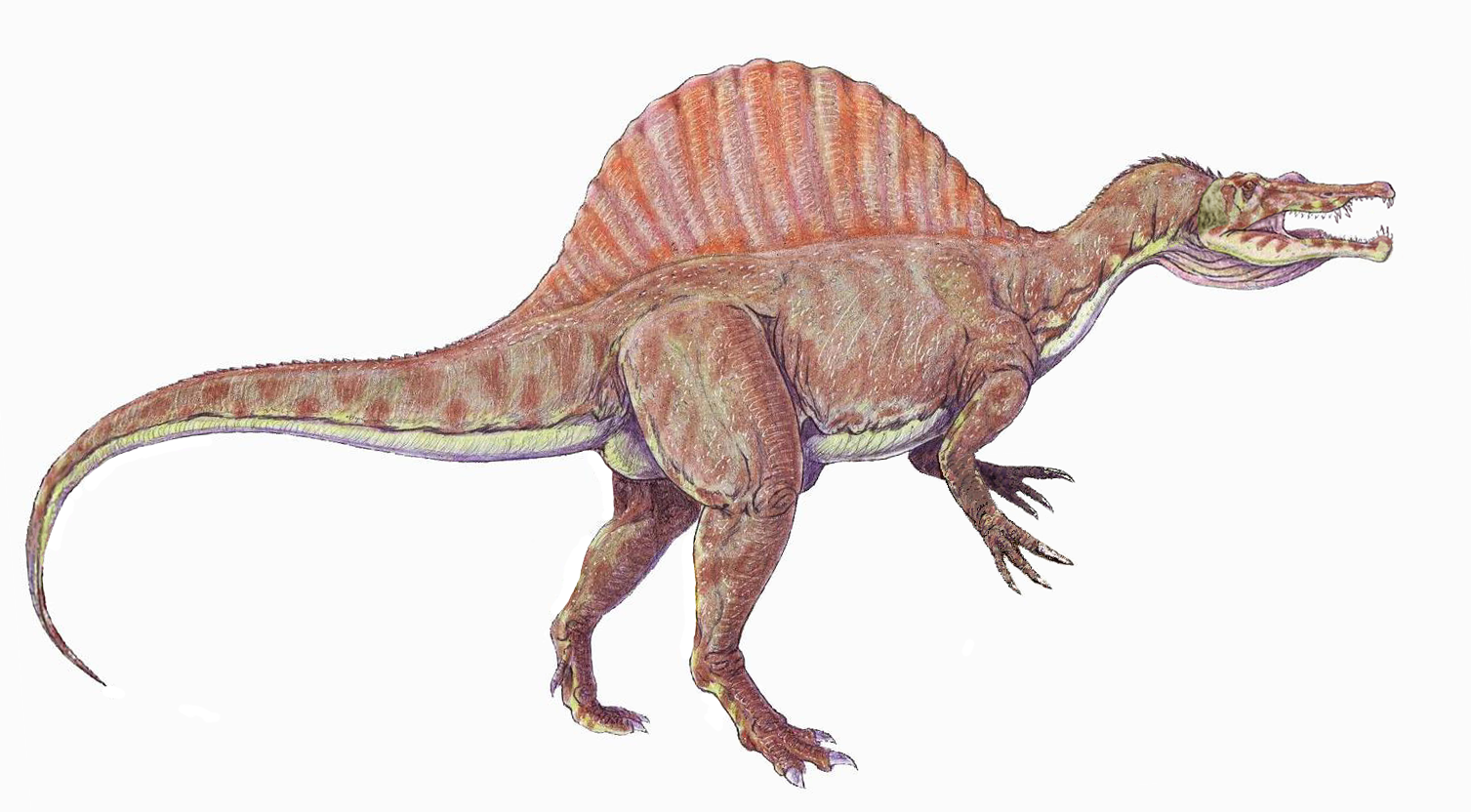
Representação de um Spinosaurus.

- "Smilodon" – nome preocupado, agora conhecido como Zanclodon
- Sonidosaurus
- Sonorasaurus
- Sphaerotholus
- Sphenospondylus – sinônimo júnior de Iguanodon
- Spinophorosaurus
- Spinops
- Spinosaurus
- Spinostropheus
- Staurikosaurus
- Stegoceras
- Stegopelta
- Stegosaurides
- "Stegosauroides"[6] – erro ortográfico de Stegosaurides
- Stegosaurus
- Stenonychosaurus – sinônimo júnior de Troodon
- Stenopelix
- Stenotholus – sinônimo júnior de Stygimoloch
- Stephanosaurus – sinônimo júnior de Lambeosaurus
- "Stereocephalus" – nome preocupado, agora conhecido como Euoplocephalus
- "Stereosaurus" – nomen nudum; possivelmente um plesiosaur
- Sterrholophus – sinônimo júnior de Triceratops
- Stokesosaurus
- Stormbergia
- Strenusaurus – sinônimo júnior de Riojasaurus
- Streptospondylus
- Struthiomimus
- Struthiosaurus
- Stygimoloch – possivelmente, um sub-adulto Pachycephalosaurus
- Stygivenator – sinônimo júnior de Tyrannosaurus
- Styracosaurus
- Suchomimus
- Suchosaurus – originalmente descrito como um crocodilo, é um spinosauridae

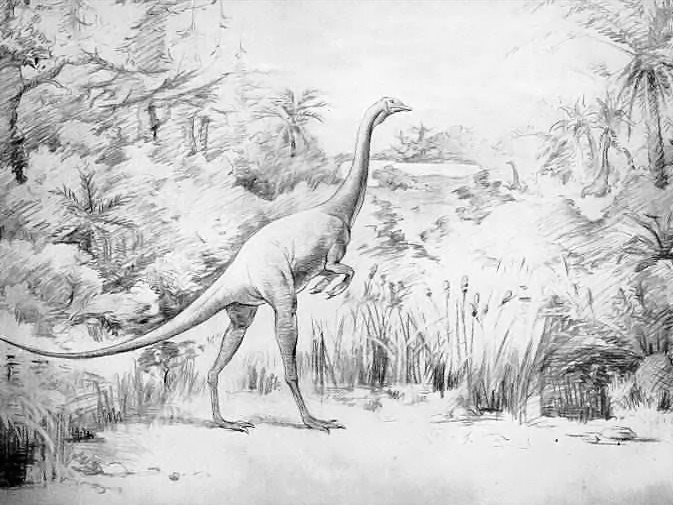
Esboço de um Struthiomimus.

- "Sugiyamasaurus" – nomen nudum

- Sulaimanisaurus
- "Sulaimansaurus"[10] – erro ortográfico de "Sulaimanisaurus"
- Supersaurus
- Suuwassea
- Suzhousaurus
- Symphyrophus – sinônimo júnior de Camptosaurus
- Syngonosaurus – sinônimo júnior de Acanthopholis
- "Syntarsus" – nome preocupado, agora conhecido como Megapnosaurus
- Syrmosaurus – sinônimo júnior de Pinacosaurus
- "Szechuanoraptor" – nomen nudum
- Szechuanosaurus

## T
| Índice: | A B C D E F G H I J K L M N O P Q R S T U V W X Y Z – Ver também |

- Talarurus
- Talenkauen
- Talos
- Tangvayosaurus
- Tanius
- Tanycolagreus
- Tanystrosuchus – possível sinônimo júnior de Halticosaurus ou Liliensternus
- Taohelong
- Tapuiasaurus[22]
- Tarascosaurus
- Tarbosaurus
- Tarchia
- Tastavinsaurus
- Tatankacephalus
- Tatankaceratops
- Tataouinea
- Tatisaurus
- Taveirosaurus
- Tawa
- Tawasaurus – sinônimo júnior de Lufengosaurus
- Tazoudasaurus
- Tehuelchesaurus
- Teinurosaurus
- "Teleocrater" – nomen nudum; possivelmente não dinossauro
- Telmatosaurus
- "Tenantosaurus" – nomen nudum; Tenontosaurus
- "Tenchisaurus"[23] – nomen nudum; na verdade é um nome não publicado de museu para Tianchisaurus
- Tendaguria
- Tenontosaurus
- Teratophoneus
- Tethyshadros
- Tetragonosaurus – sinônimo júnior de Lambeosaurus

- Texacephale
- Texasetes
- Teyuwasu
- Thecocoelurus
- Thecodontosaurus
- Thecospondylus
- Theiophytalia
- Therizinosaurus

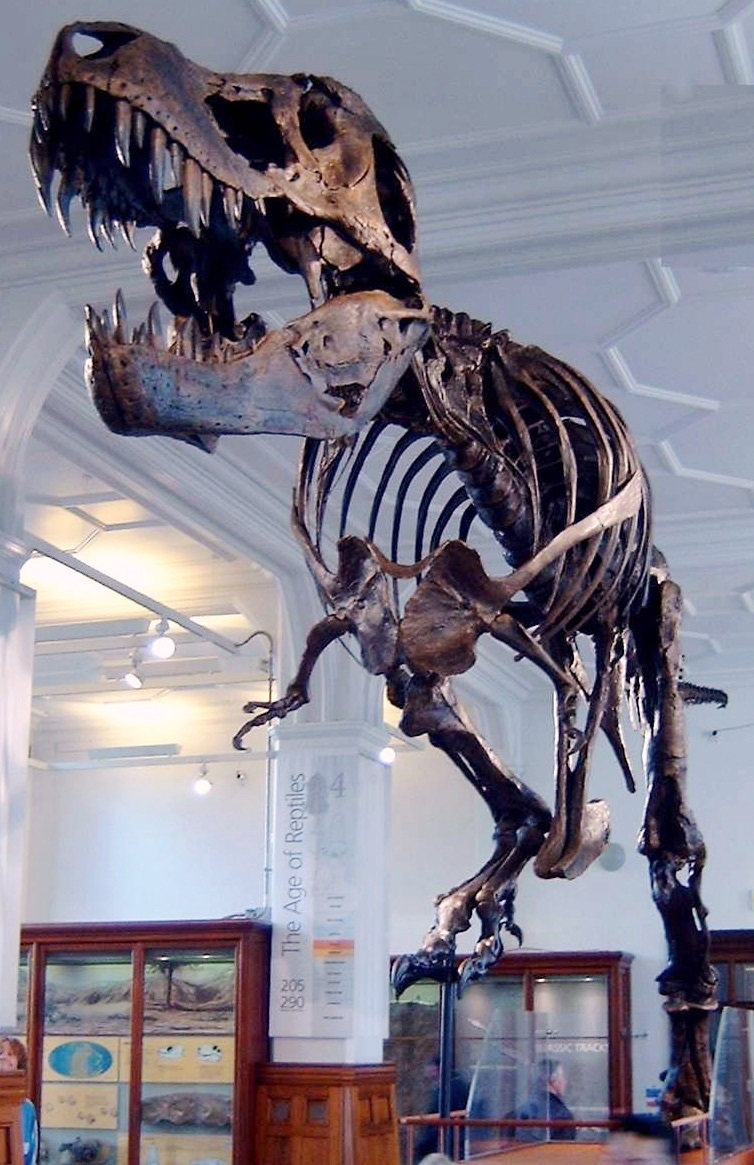
Esqueleto de um Tyrannosaurus.

- Therosaurus – sinônimo júnior de Iguanodon
- Thescelosaurus
- Thespesius – possivelmente um Edmontosaurus
- "Thotobolosaurus" – nomen nudum
- Tianchisaurus
- "Tianchungosaurus" – nomen nudum; Dianchungosaurus (crocodiliano)
- Tianyulong
- Tianyuraptor
- Tianzhenosaurus
- Tichosteus
- Tienshanosaurus
- Timimus
- Titanoceratops
- Titanosaurus Lydekker, 1877
- "Titanosaurus" Marsh, 1877 – nome preocupado, agora conhecido como Atlantosaurus
- Tochisaurus
- "Tomodon" – nome preocupado, agora conhecido como Diplotomodon
- Tonganosaurus
- "Tonouchisaurus" – nomen nudum
- Torilion – sinônimo júnior de Barilium
- Tornieria
- Torosaurus
- Torvosaurus
- Trachodon
- Traukutitan
- "Triassolestes" – nome preocupado, agora conhecido como Trialestes
- Triceratops
- Trigonosaurus
- Trimucrodon
- Trinisaura
- Troodon
- Tsaagan
- Tsagantegia
- Tsintaosaurus
- "Tsuchikurasaurus" – nomen nudum[24]
- Tugulusaurus
- Tuojiangosaurus
- Turanoceratops
- Turiasaurus
- Tylocephale
- Tylosteus – sinônimo de Pachycephalosaurus
- Tyrannosaurus
- Tyrannotitan
- "Tyreophorus" – nomen nudum, provavelmente um erro de digitação de "thyreophora"

## U
| Índice: | A B C D E F G H I J K L M N O P Q R S T U V W X Y Z – Ver também |

- Uberabatitan
- Udanoceratops

Ilustração do crânio de um Udanoceratops.

- Ugrosaurus – provavelmente sinônimo júnior de Triceratops
- Uintasaurus – sinônimo júnior de Camarasaurus
- Ultrasauros – sinônimo júnior de Supersaurus
- Ultrasaurus H. M. Kim, 1983
- "Ultrasaurus" Jensen, 1985 – nome preocupado, agora conhecido como Ultrasauros
- Umarsaurus – nomen nudum; Barsboldia
- Unaysaurus
- Unenlagia
- Unescoceratops
- Unquillosaurus
- Urbacodon
- Utahceratops
- Utahraptor
- Uteodon[14]

## V
| Índice: | A B C D E F G H I J K L M N O P Q R S T U V W X Y Z – Ver também |

- Vagaceratops
- Vahiny
- Valdoraptor
- Valdosaurus
- Variraptor

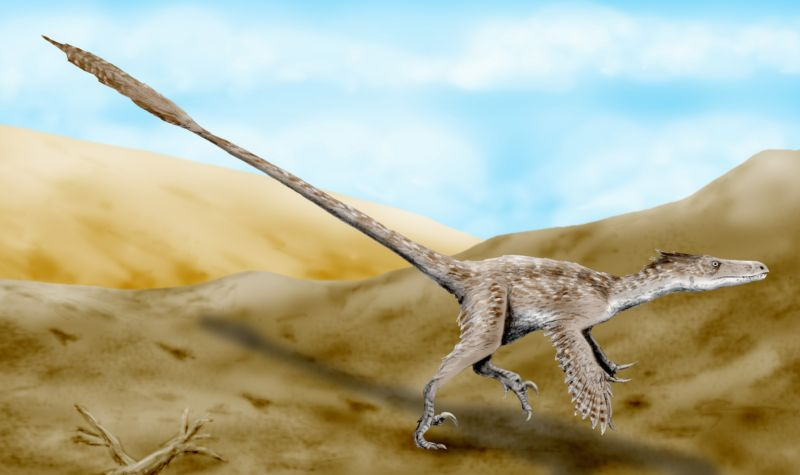
Representação de um Velociraptor.

- Vectensia – sinônimo júnior de Polacanthus
- Vectisaurus
- Velafrons
- Velocipes
- Velociraptor
- Velocisaurus
- Venenosaurus
- Veterupristisaurus
- Vitakridrinda
- Vitakrisaurus
- "Vitaridrinda"[10] – erro ortográfico de Vitakridrinda
- Volkheimeria
- Vulcanodon

## W
| Índice: | A B C D E F G H I J K L M N O P Q R S T U V W X Y Z – Ver também |

- Wadhurstia – sinônimo júnior de Hypselospinus
- Wakinosaurus
- Walgettosuchus
- "Walkeria" – nome preocupado, agora conhecido como Alwalkeria
- "Walkersaurus" – nomen nudum; Duriavenator

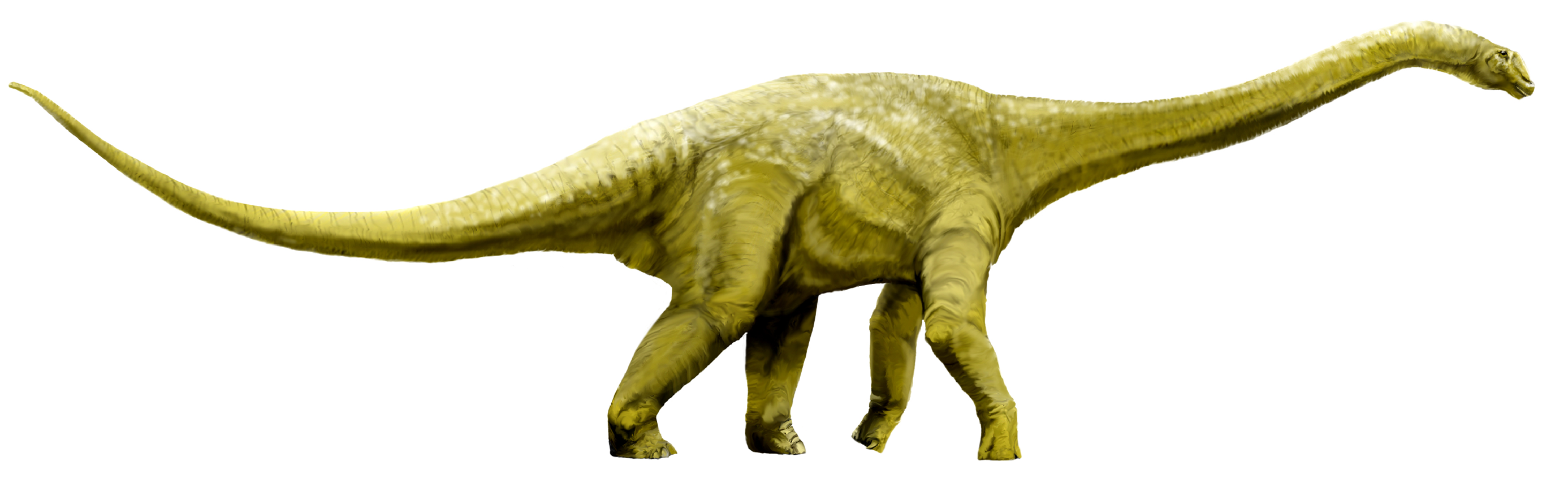
Representação de um Wintonotitan.

- "Wangonisaurus" – nomen nudum, provavelmente um Giraffatitan
- Wannanosaurus
- Wellnhoferia – possível sinônimo júnior de Archaeopteryx
- Willinakaqe[25]
- Wintonotitan
- Wuerhosaurus
- Wulagasaurus
- Wulatelong
- "Wyomingraptor" – nomen nudum

## X
| Índice: | A B C D E F G H I J K L M N O P Q R S T U V W X Y Z – Ver também |

- Xenoceratops
- Xenoposeidon
- Xenotarsosaurus
- Xianshanosaurus
- Xiaosaurus

- Xiaotingia
- Xinjiangovenator
- Xinjiangtitan
- Xiongguanlong
- Xixianykus
- Xixiasaurus
- Xixiposaurus
- Xuanhanosaurus
- Xuanhuaceratops

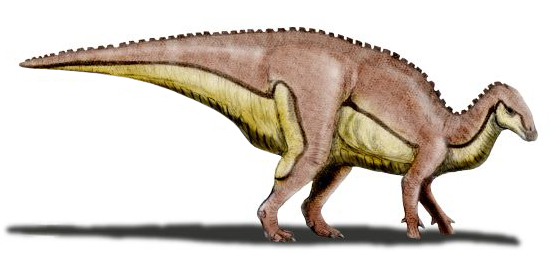
Representação de um Xuwulong.

- "Xuanhuasaurus" – nomen nudum; Xuanhuaceratops
- Xuwulong[26]

## Y
| Índice: | A B C D E F G H I J K L M N O P Q R S T U V W X Y Z – Ver também |

- Yaleosaurus – sinônimo júnior de Anchisaurus

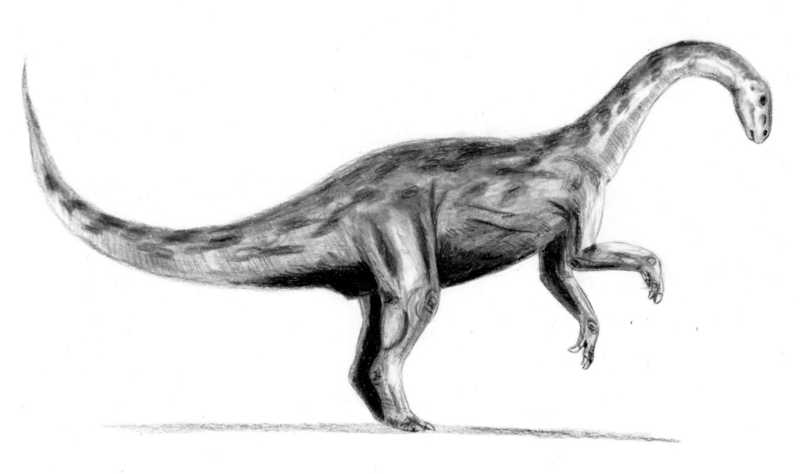
Esboço de um Yunnanosaurus.

- Yamaceratops
- Yandusaurus
- Yangchuanosaurus
- Yanornis – é uma ave

- Yaverlandia
- Yaxartosaurus[6] – erro ortográfico de Jaxartosaurus
- "Yibinosaurus" – nomen nudum
- Yi qi
- Yimenosaurus
- "Yingshanosaurus" – nomen nudum
- Yinlong
- Yixianosaurus
- "Yizhousaurus" – nomen nudum[27]
- Yongjinglong
- "Yuanmouraptor" – nomen nudum
- Yuanmousaurus
- "Yubasaurus" – nomen nudum; Yandusaurus
- Yueosaurus
- Yulong
- Yunganglong
- Yunnanosaurus
- "Yunxiansaurus" – nomen nudum
- Yutyrannus

## Z
| Índice: | A B C D E F G H I J K L M N O P Q R S T U V W X Y Z – Ver também |

- Zalmoxes
- Zanabazar
- Zapalasaurus
- Zapsalis
- Zby
- Zephyrosaurus

- Zhejiangosaurus
- Zhongornis
- Zhongyuansaurus
- Zhuchengceratops

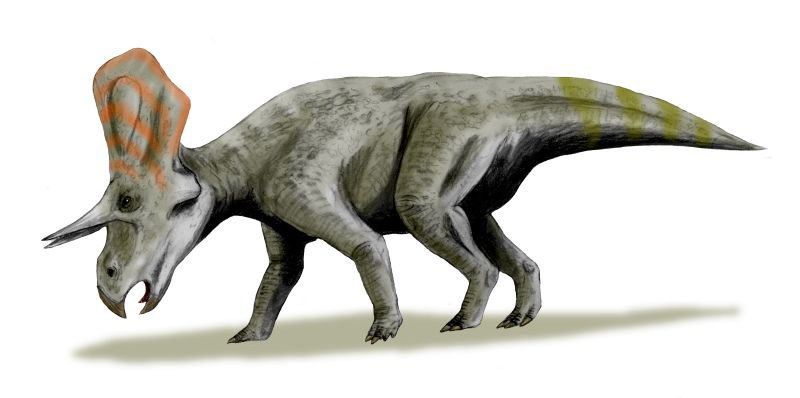
Representação de um Zuniceratops.

- Zhuchengosaurus - sinônimo júnior de Shantungosaurus
- Zhuchengtyrannus
- Zigongosaurus – possível sinônimo júnior de Mamenchisaurus
- Zizhongosaurus
- Zuniceratops
- Zuolong
- Zupaysaurus